# Stift Heiligenkreuz

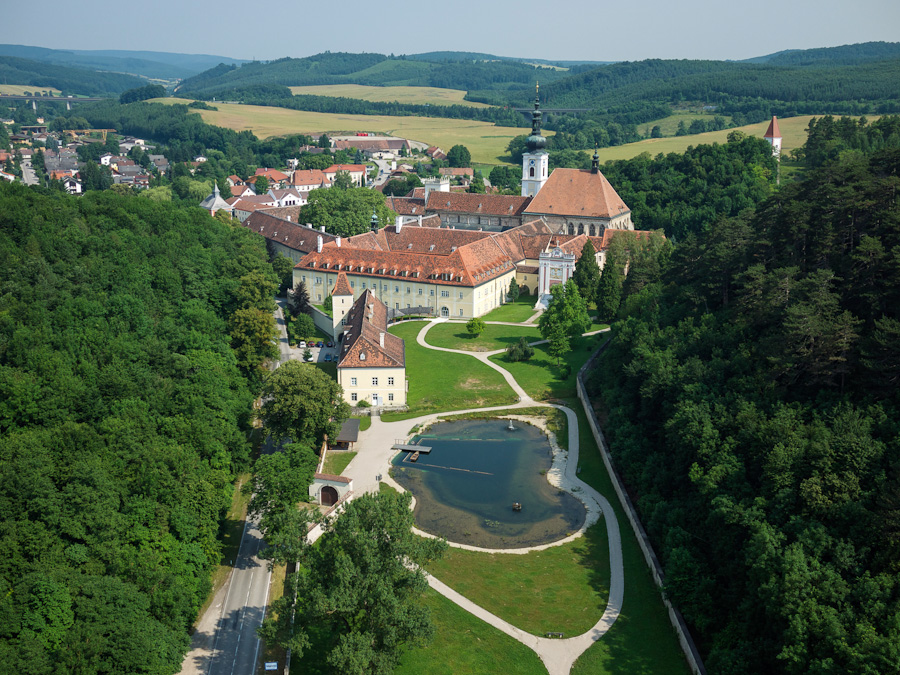
Südliche Ansicht von Stift Heiligenkreuz im Wienerwald – Luftaufnahme (2010)

Das Stift Heiligenkreuz ist eine Zisterzienser-Abtei in Heiligenkreuz im Wienerwald (Niederösterreich). Es besteht ohne Unterbrechung seit seiner Gründung im Jahr 1133 und ist damit – nach dem Stift Rein – das weltweit zweitälteste, seit der Gründung durchgehend bestehende Zisterzienserkloster.
Stand Mai 2024 gehören dem Stift fast 100 Mönche an. Schwerpunkt ist die Pflege des klösterlichen Lebens, der Liturgie und des gregorianischen Chorals in lateinischer Sprache. Ein Teil der Mönche arbeitet in der Seelsorge in 18 inkorporierten Pfarren, andere sind als Wissenschaftler und Professoren an der Hochschule tätig.

## Lage
Das Stift Heiligenkreuz liegt in der Gemeinde Heiligenkreuz im Bezirk Baden, 15 Kilometer westlich von Wien.

## Geschichte

### Siedlungsursprünge
Das Dorf Heiligenkreuz entstand und entwickelte sich deutlich später als die Gründungsbauten des mittelalterlichen Klosters, die offensichtlich keine unmittelbaren Vorgänger hatten.
Nicht weit davon gab es aber eine urzeitliche Höhensiedlung, deren Siedlungsfläche heute „Marienwiese“ genannt wird und die den Flurnamen „Burgstall“ trägt. Sie heißt heute „Höhensiedlung Burgstall“, liegt oberhalb der „Cholerakapelle“ im Helenental und besitzt an ihrer Süd- und Südwestseite eine natürliche Befestigung, den Steilabsturz zur Schwechat. Die anderen Seiten des Siedlungsplateaus sind ebenfalls natürlich befestigt, durch eine bogenförmige Reihe von Felsklippen, außenseitig steiler und innenseitig flacher ansteigend. Man erkennt in flacheren Zwischenräumen künstliche Auffüllungen und zum Teil auch Wallanlagen. Die gesamte Siedlungsfläche konnte so mit verhältnismäßig geringem Aufwand nach außen hin gegen Angriffe abgeschottet und verteidigt werden. Dieses Castrum (befestigte Siedlung) wurde noch nicht archäologisch untersucht.
1988 „bargen“ Raubgräber 120 kg Rohkupferfladen, die auf ein Alter der Urnenfelderzeit (1200 bis 750 v. Chr.) schließen lassen, was durch Keramik-Artefakte bestätigt werden konnte. Der Fund weniger römischer Münzen aus der zweiten Hälfte des vierten Jahrhunderts lässt Rückschlüsse auf eine Wiederbenutzung oder nur einen vorläufigen Besuch des alten Siedlungsplatzes in der Spätantike zu.
Die Siedlung Burgstall bei der Cholerakapelle gehört zu einer Gruppe urzeitlicher Höhensiedlungen, davon einige Castra, im südlichen Wienerwald, deren Bedeutung sie überwiegend der Verarbeitung von Buntmetallen zu verdanken hatten.
Die ehemalige Höhensiedlung Burgstall steht unter Denkmalschutz.

### Klostergründung

Wappen des Zisterzienserstiftes Heiligenkreuz

Das Kloster wurde 1133 von Leopold III. aus der Dynastie der Babenberger gestiftet und in der Folge von seinem Sohn und Nachfolger, Leopold IV. von Österreich, großzügig bedacht. Es zählt zu den 300 Klöstern, die noch zu Lebzeiten des hl. Bernhard von Clairvaux entstanden. Besiedelt wurde es vom Mutterkloster Morimond in Burgund, sein erster Abt war Gottschalk. Das reguläre Klosterleben soll nach traditioneller Überlieferung am 11. September 1133 begonnen haben. Das Gründungsdatum ist allerdings nicht urkundlich belegt; die Stiftungsurkunde wurde erst um 1230 geschrieben und mit 1136, nicht 1133, datiert.
In der Stiftungsurkunde ist das Land festgelegt, das dem Kloster vom Landesherrn  übergeben wurde:

„Vom Zusammenfluss des Sattelbaches und der Schwechat bis Mayerling. In Richtung des sogenannten Mühlweges bis zum Priefamtann und von dort bis zu dem Ort, der Hausruck heißt. Von da wieder auf dem genannten Weg bis zum Sattelbach und von da zu einer Anhöhe namens Hocheck und von da über den Dornbach auf die Schneide des Berges, der Gaisruck heißt und von da auf den Sittendorfer Waldweg bis zum Ursprung des Bächleins mit dem Namen Marbach, von da auf dem Wege, der zum Traiskirchner Weg führt bis zur Vereinigungsstelle und von da bis zu einer Quelle, die in einem Ort namens Muchersdorf entspringt, von da auf den Ebenberg und von da auf dem Weg (Heutal abwärts), der zum Sattelbach hinabführt und flussabwärts bis zum Zusammenfluss der Schwechat.“

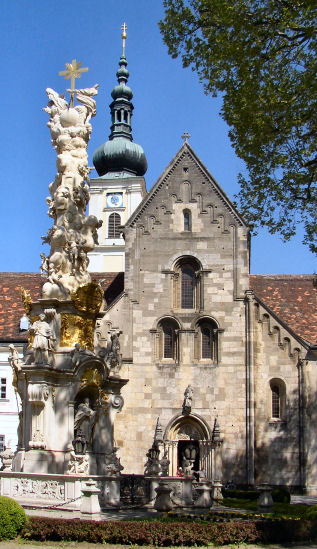
Fassade der Stiftskirche, davor die Dreifaltigkeitssäule (2005)

Im Anschluss wurden 15 Ritter aus der Umgebung als Zeugen benannt, die gemeinsam die vorstehend beschriebenen Grenzen abgeritten hatten:

„Graf Konrad von Peilstein, Otto von Lengenbach, Rapoto von Nöstach, Sterfrit von Pötzleinsdorf, Otto von Leesdorf, Ulrich von Gaaden, Ulrich von Siegenfeld, Rudiger und sein Bruder Rupert von Sittendorf, Anshalm von Sparbach, Eberger von Alland, Hartung von Rauheneck, Jubot von Tribuswinkel, Ozo und Otfried von Mayerling, Hartwig.“

Das in der Stiftungsurkunde festgelegte Klostergrundstück befindet sich in einem Gebiet, das im frühen 12. Jahrhundert als prekäre Ostgrenze des bayrischen Herzogtums galt. Um Rodungen und Wegebau voranzutreiben, lud man  Zisterzienser ein, sich dort niederzulassen. Die ursprüngliche Landschenkung entspricht in etwa dem Gebiet der heutigen Gemeinde, einschließlich der zugehörigen Ortsrotte Preinsfeld. Hinzu kam das Gut Brunsfeld (Preinsfeld), das der Stifter zwischen 1133 und 1135 dem Anselm von Lachsendorf für das Stift kaufte.

### Entwicklung im Mittelalter
Diese erste Stiftung zeigte sich als wirtschaftliche Basis des Klosters und seiner ersten Mönchsgemeinschaft zu schwach. Die Mönche beschlossen deshalb um 1206, nach Westungarn auf den Grund des heutigen Schlosses Königshof weiterzuziehen, um nicht unter Hunger zu leiden. Daraufhin erhielt das Stift die heute Mönchhof und Podersdorf genannten Grangien von König Andreas II. von Ungarn.
Gut 100 Jahre wurde an den romanischen und gotischen Bauten der ersten Klosteranlage gebaut.
Die hochromanische Kirche mit Langhaus, Fassade, Querhaus und dem Ursprungschor konnte bereits 1187, nach etwa 50 Jahren Bautätigkeit, konsekriert werden, um am 31. Mai 1188 die wertvolle 23,5 cm große Kreuzreliquie zur Verehrung aufzunehmen, die an diesem Tag von Leopold V. dem Stift geschenkt wurde.
Es dauerte ungefähr noch einmal so lange, bis 1240 die gotischen Kloster- und Konventsgebäude, wie der Kapitelsaal, die Fraterie, das Refektorium, das Dormitorium und vor allem der Kreuzgang im Süden der Kirche zur Einweihung bereitstanden. Die längst eingezogene Gotik führte zum Abbruch des verhältnismäßig kleinen romanischen Ursprungschors und dessen Ersatz durch einen wesentlich größeren hochgotischen Hallenchor, der zusammen mit dem Brunnenhaus im Kreuzgang 1295 zur Einweihung fertiggestellt war. Gleichzeitig war die Bernardikapelle fertig.
Bis Ende des 13. Jahrhunderts war Stift Heiligenkreuz die Grablege praktisch aller Mitglieder aus den Geschlechtern Wildegg und Altenburg.

### Neuzeit

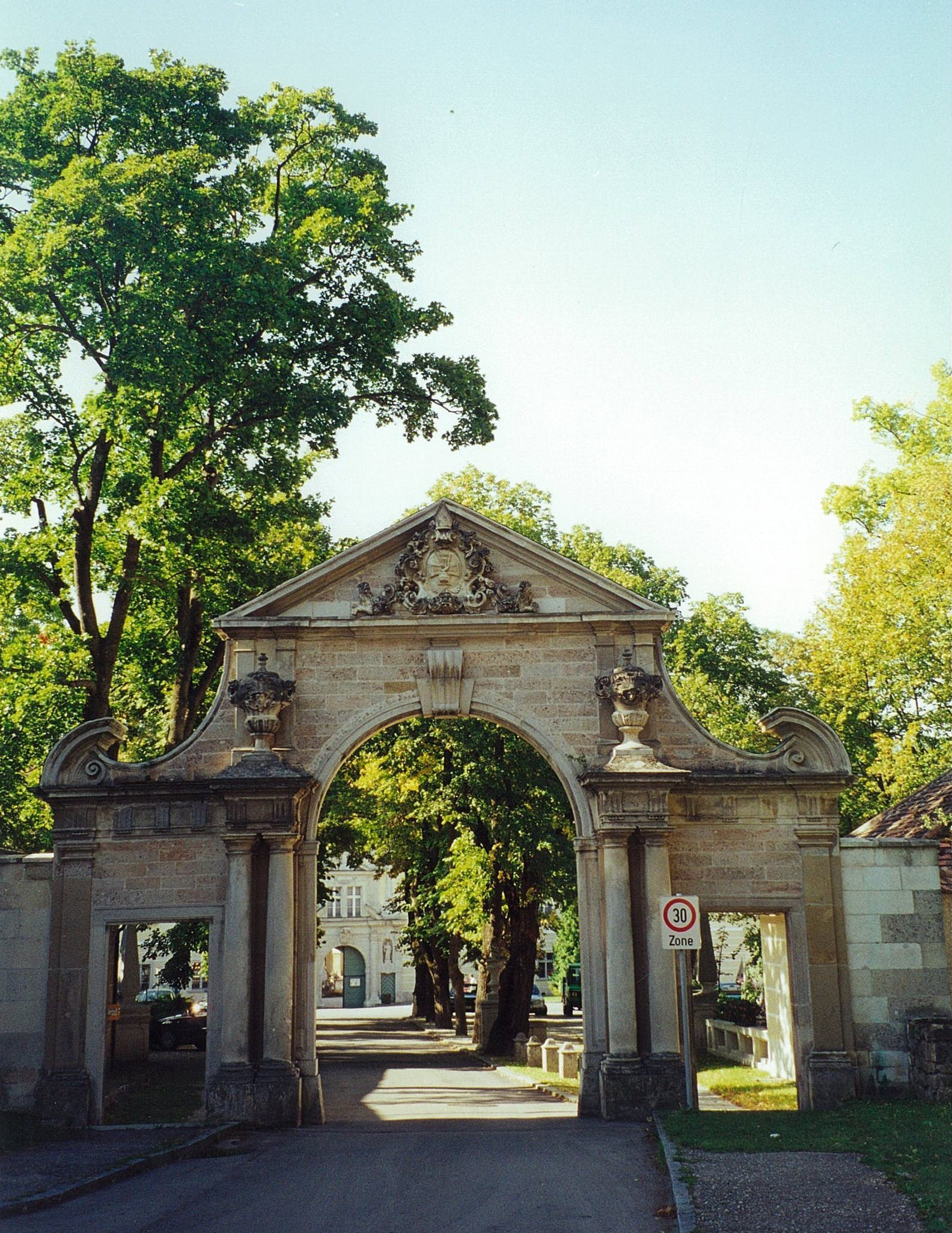
Wiener Tor, Steinmetz Elias Hügel (2005)

1642, bereits im Barock, waren die neuen Konventsgebäude im Süden an den Kreuzgang und die Fraterie anschließend fertiggestellt. Das Datum 1667 steht für die Inbetriebnahme der Sakristei. Wenige Jahre danach wurde 1674 der barocke Kirchturm abgeschlossen.
1683 überfielen Türken das Kloster und steckten es in Brand. Beim Wiederaufbau unter Abt Clemens Scheffer wurde das Stift im Stil des Barock erweitert. So entstanden bis 1691 westlich der bisherigen Gebäude die „neuen“ Klostergebäude um den großen polygonalen Stiftshof.
1710 wurde der Ausbau der Annakapelle abgeschlossen, der man 1713 auf der anderen Seite des Kapitelsaals die Totenkapelle anfügte. 1730 wurde die Ausstattung der „alten Klosterpforte“ vollendet, der sich 1729 bis 1730 die Errichtung der Dreifaltigkeitssäule und 1739 des Josefsbrunnens anschlossen.
Unter Joseph II. blieb das Stift 1783 von der Aufhebung verschont, weil die Mönche seit der Gegenreformation mit Pfarrseelsorge und Schulunterricht beschäftigt waren; diese Tätigkeitsfelder galten in der Aufklärung als legitim.
1802 wurde eine philosophisch-theologische Hauslehranstalt gegründet. Sie diente der Priesterausbildung für die Klöster Zwettl, Lilienfeld, Heiligenkreuz und Neukloster.

### 20.Jahrhundert bis heute
Nach dem Anschluss an das Dritte Reich (1938) war die indirekte Zerstörung des monastischen Lebens durch den Bau einer Autobahntrasse direkt über das Kloster geplant. Diese Pläne konnten nach dem Zweiten Weltkrieg abgewendet werden und die Trasse der heutigen Wiener Außenring Autobahn führt nördlicher am Ort Heiligenkreuz vorbei. Gegen Ende des Zweiten Weltkrieges wurden die Glocken des Kirchturms als Rohmaterial zur Herstellung von Waffen beschlagnahmt. Auch die sowjetische Besatzung bedrohte das Klosterleben.
1976 wurde das Institutum Theologicum zur Hochschule erhoben; sie ist heute eine der größten Priesterausbildungsstätten des deutschsprachigen Raums. In Heiligenkreuz befindet sich auch das überdiözesane Priesterseminar Leopoldinum.
Die Kreuzreliquie des Stiftes befindet sich in der 1983 neu erbauten Kreuzkapelle. Die Reliquien des Sohnes von Leopold III., des seligen Otto von Freising (1112–1158), Bischof von Freising (1138–1158), liegen in einem wertvollen Schrein im Sockel des Hochaltars. Außerdem wird im Hochaltar der Stiftskirche ein Teilstück der Dornenkrone Christi aufbewahrt.
Ein im Juni 1997 protokollarisch vorbereitetes Treffen zwischen dem Oberhaupt der Russisch-Orthodoxen Kirche Alexius II., Papst Johannes Paul II. und dem Ökumenischen Patriarchen von Konstantinopel Bartholomaios I. im Stift Heiligenkreuz wurde kurzfristig durch das Veto des Heiligen Synod der Russisch-Orthodoxen Kirche blockiert. Diese avisierte Begegnung zwischen dem russischen Patriarchen und dem Papst wäre das erste Treffen der beiden Oberhäupter seit dem Morgenländischen Schisma von 1054 gewesen, das erst 2016 auf Kuba verwirklicht wurde.
Papst Benedikt XVI. erhob die Hochschule mit Datum vom 28. Jänner 2007, dem Fest des hl. Thomas von Aquin, zur Philosophisch-Theologischen Hochschule Benedikt XVI. Heiligenkreuz. Am Spätnachmittag des 9. September 2007 besuchte Papst Benedikt XVI. das Stift und die Hochschule.
Das Europainstitut für Cistercienserforschung (EUCist) ist seit 2007 eine Forschungs- und Lehrabteilung der Hochschule. Ebenso ist das Europäische Institut für Philosophie und Religion (EUPHRat) angesiedelt; derzeitige Leiterin ist Hanna-Barbara Gerl-Falkovitz.
Am 15. Juni 2021 besuchten der südkoreanische Präsident Moon Jae-in und seine Frau Kim Jung-sook das Stift Heiligenkreuz zum Abschluss ihres Staatsbesuchs. Begleitet wurde das katholische Präsidentenpaar von Bundespräsident Alexander Van der Bellen, seiner Frau Doris Schmidauer sowie Delegationsmitgliedern beider Staaten.
Am 9. Dezember 2023 löste eine islamistische Bombendrohung gegen Stift Heiligenkreuz einen Großeinsatz der Sicherheitskräfte und Ermittlungen des Landesamtes für Verfassungsschutz und Terrorismusbekämpfung aus.
Seit Anfang 2024 arbeitet das Stift mit der aus dem US-amerikanischen Raum stammenden und umstrittenen Gebets-App Hallow zusammen.
Ab 2023 fanden Gespräche über eine mögliche Übernahme des Klosters Säben statt. Seit September 2024 lebt Pater Kosmas Thielmann im Kloster und kümmert sich um die Pilgerseelsorge. Langfristig sollen weitere Mitbrüder folgen.
Im Juni 2025 gab das Stift Heiligenkreuz bekannt, dass das vatikanische Dikasterium für die Institute geweihten Lebens und für die Gesellschaften apostolischen Lebens eine Visitation der Abtei angeordnet hat. Im Herbst dieses Jahres wird die Gemeinschaft durch den Abtprimas der Benediktiner, Jeremias Schröder, und die Generalsekretärin der österreichischen Ordensgemeinschaften, Schwester Christine Rod von den Missionarinnen Christi, visitiert. Auftrag der Visitation ist es, „den Leitungsstil der Abtei in seiner Gesamtheit sowie das persönliche Führungsverhalten des Abtes eingehend zu prüfen“. Nachdem seit einiger Zeit auch anonyme Briefe und Anschuldigungen aus dem Kreis der Ordensbrüder kursieren, die das Stift auch zur Anzeige brachte, ermittelt auch die Polizei.

## Tochterklöster
Folgende Tochtergründungen gingen von Heiligenkreuz aus:
- 1138: Stift Zwettl
- 1141: Stift Baumgartenberg
- 1142: Kloster Cikádor in Ungarn

- 1197: Klostermarienberg im Burgenland
- 1202: Stift Lilienfeld
- 1263: Kloster Goldenkron
- 1327: Stift Neuberg
- 1734–1878: Kloster Szentgotthárd
- 1988: Priorat Stiepel im Bochumer Stadtteil Stiepel, zur Betreuung eines bedeutenden Wallfahrtsortes im Ruhrgebiet
- 2018: Priorat Neuzelle[30]

Im Jahr 1881 wurde das Neukloster in Wiener Neustadt als unio extinctiva in die Rechtspersönlichkeit des Stiftes Heiligenkreuz übernommen.

## Bedeutende Stiftsangehörige

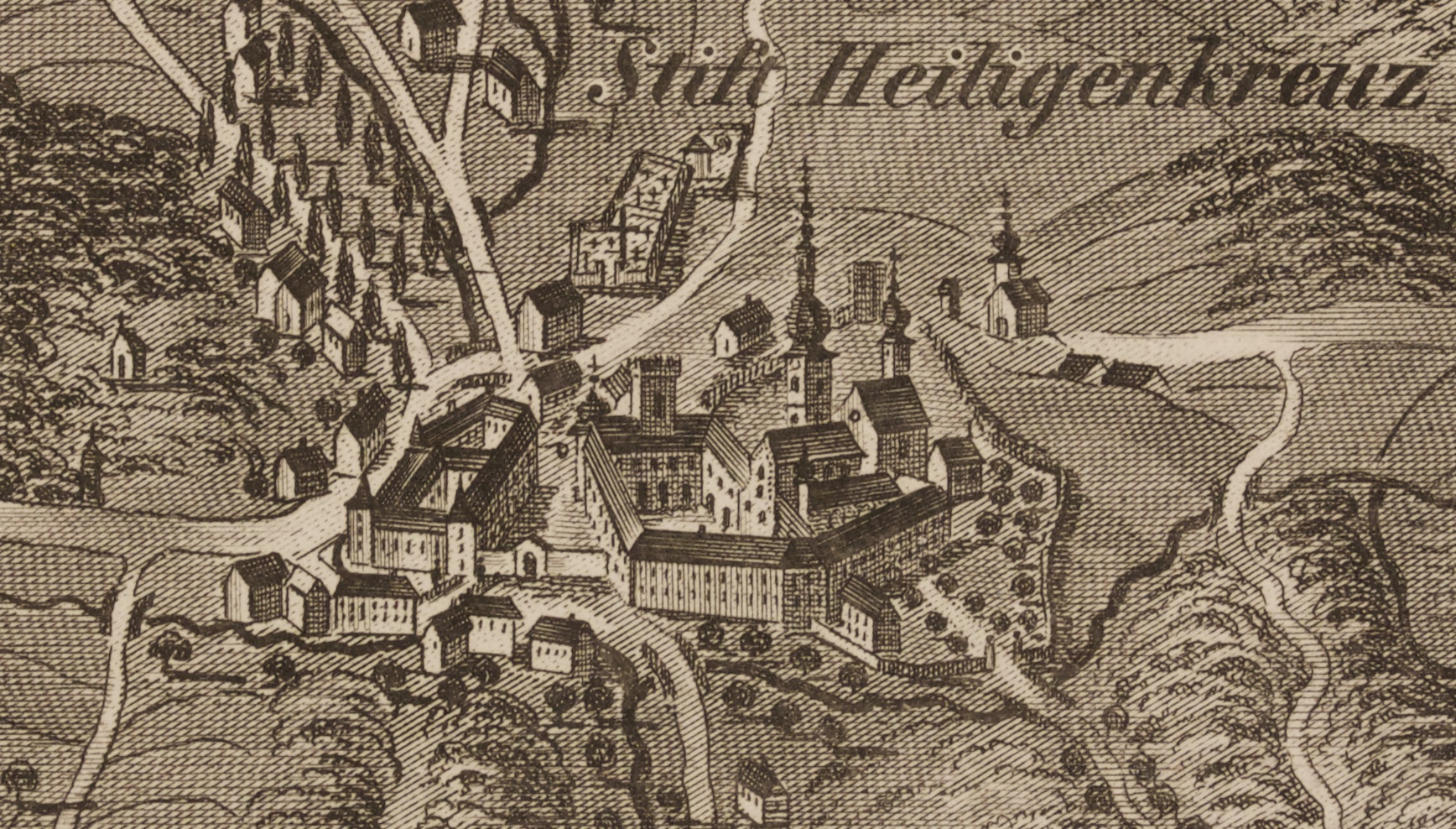
Das Areal um 1830.

### Äbte von Stift Heiligenkreuz
Seit dem Jahr 2011 ist Maximilian II. Heim Abt des Stiftes

### Weitere bedeutende Stiftsangehörige

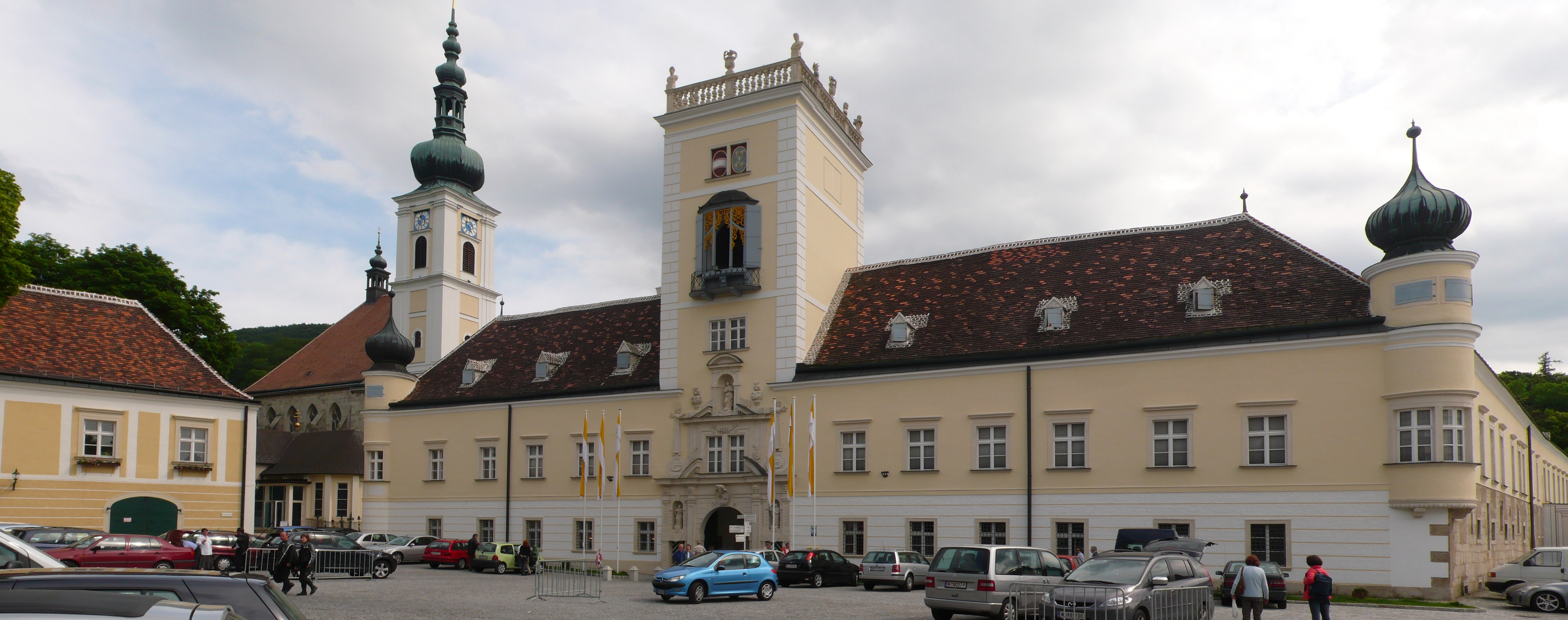
Vor dem Stift, links die Stiftskirche (2008)

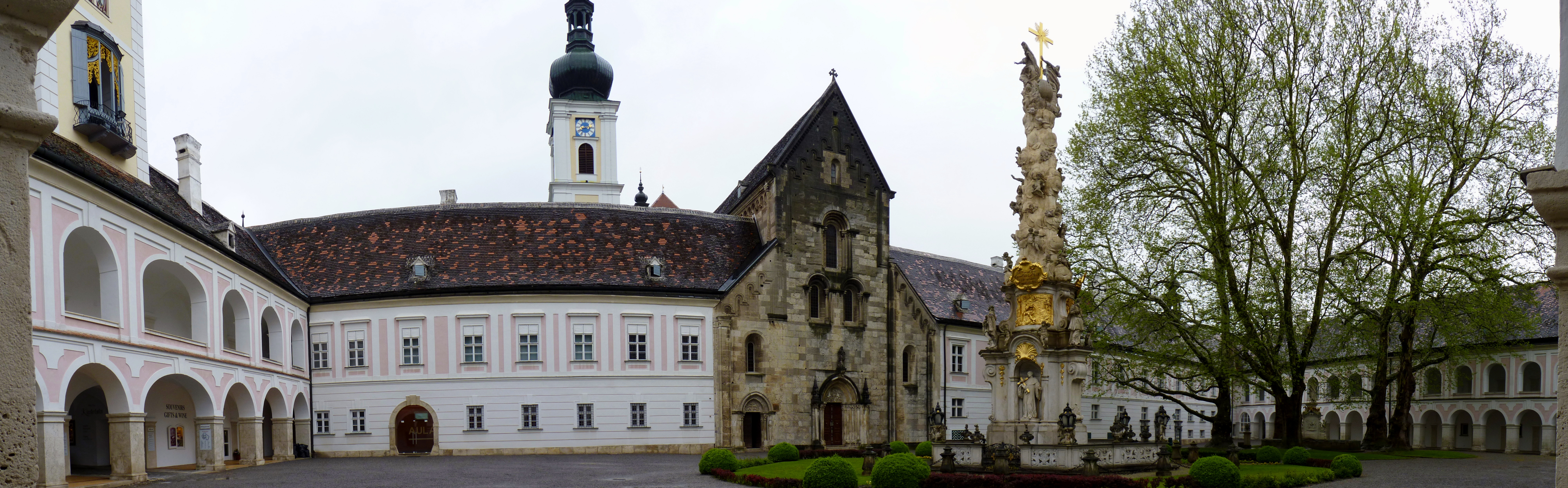
Der innere Stiftshof (2011)

- Heinrich von Schüttenhofen (13. Jahrhundert), Schriftsteller
- Gutolf († um 1300), Gelehrter, Prediger, Chronist, Abt von Kloster Marienberg um 1270.
- Anton Wolfradt (1582–1639), Bischof von Wien
- Alberich Mazak (1609–1661), Barockkomponist
- Mathias Palffy (1602–1647), von 1639 bis 1647 Erneuerer und Erzabt der Abtei Pannonhalma[32]
- Familiar Martino Altomonte (1657–1745), Maler
- Familiar Giovanni Giuliani (1664–1744), Maler und Bildhauer
- Dominik Bilimek (1813–1884), Zoologe und Botaniker
- Wilhelm Anton Neumann (1837–1919), Bibelwissenschaftler und Rector magnificus der Universität Wien
- Nivard Schlögl (1864–1939), Professor für Exegese des Alten Testaments an der Universität Wien
- Jörg Lanz von Liebenfels (1874–1954), mäßig einflussreicher Rassentheoretiker. Er verließ das Stift 1899, weniger als ein Jahr nach seiner Priesterweihe
- Alberich Rabensteiner (1875–1945), Prior des Neuklosters und Blutzeuge des Glaubens in den letzten Tagen des Zweiten Weltkriegs
- Petrus Hübner (1948–2022), Kirchenmusiker, Subprior im Stift Neukloster und Bischofsvikar für das Vikariat Süd der Erzdiözese Wien (2016–2022)
- Bernhard Vošicky (* 1950), Verfasser spiritueller Bücher und Beichtvater
- Meinrad Tomann (* 1957), Generalprokurator des Zisterzienserordens (1995–2015) und Prior des Stiftes Heiligenkreuz (2017–2022)
- Christian Feurstein (1958–2017), Prior von Heiligenkreuz, 2010–2015 Abt von Stift Rein
- Raphael Statt (* 1958), Bildhauer
- Karl Wallner (* 1963), Direktor von Missio-Österreich, ehem. Rektor der Hochschule päpstlichen Rechtes in Heiligenkreuz
- Wolfgang Gottfried Buchmüller (* 1964), Rektor der Philosophisch-Theologischen Hochschule Benedikt XVI. in Heiligenkreuz
- Simeon Wester (* 1967), Prior des Klosters Maria Friedenshort, ehemaliger Prior von Heiligenkreuz, Kantor und Novizenmeister, Dozent für Kirchenmusik und Gregorianistik an der Philosophisch-Theologischen Hochschule Benedikt XVI.
- Alkuin Volker Schachenmayr (* 1969), Kirchenhistoriker
- Johannes Paul Chavanne (* 1983), Prior[33] und Pressesprecher des Stiftes Heiligenkreuz, Dozent für Liturgiewissenschaft und Generalsekretär der Philosophisch-Theologischen Hochschule Benedikt XVI. in Heiligenkreuz

## Grablege der Babenberger
Das Kloster dient als Grablege des Herrschergeschlechtes der Babenberger, der Markgrafen und Herzöge von Österreich im Mittelalter. Eine Reihe von Landesherren und älteren Angehörigen dieses Hauses ist im Stift bestattet, wobei sich die Gräber dieser fürstlichen Förderer von Heiligenkreuz im Kapitelsaal (siehe unten) befinden, dem Versammlungsraum der Mönche.
Was die Kaisergruft in Wien für die Habsburger ist, das ist der Kapitelsaal des Stiftes Heiligenkreuz für das Geschlecht der Babenberger. Neben den Babenbergern sind hier auch zwei Enkel von Rudolf von Habsburg begraben. Es scheint, dass die ersten Habsburger in Österreich auf diese Weise an die Traditionen der Babenberger anknüpften, um so ihre Nachfolge zu legitimieren.

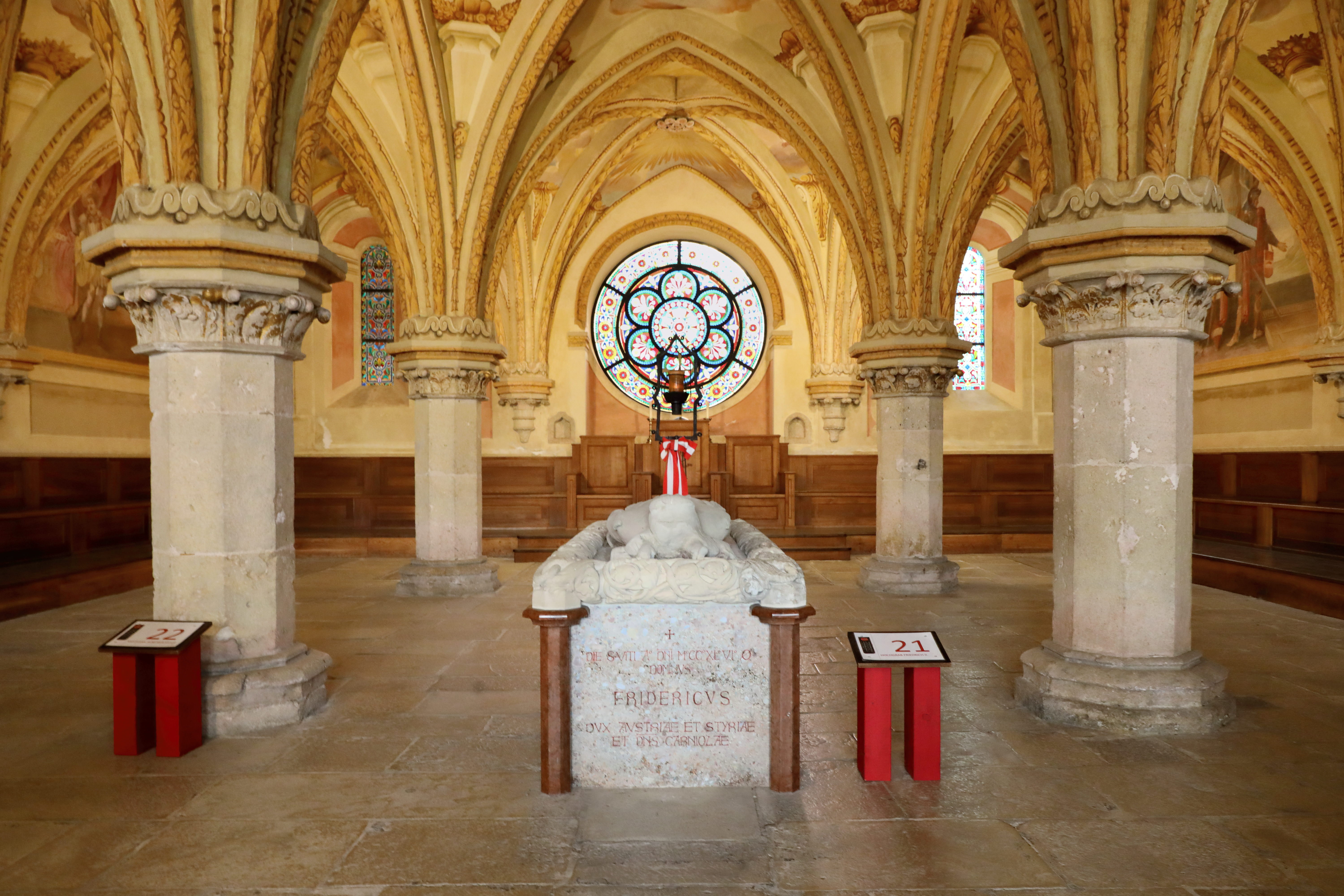
Kapitelsaal, die Grablege der Babenberger – unter anderem mit dem Hochgrab (Tumba) von Herzog Friedrich II. (2023)

Insgesamt neun Denkmäler erinnern an die folgenden Personen, die hier begraben liegen:
- 1. Adalbert der Andächtige (* um 1098; † 1138) – Sohn von Markgraf Leopold III. dem Heiligen
- 2. Ernst (* um 1110; † 1137) – Sohn von Markgraf Leopold III. dem Heiligen
- 3. Markgraf Leopold IV. der Freigebige (* um 1108; † 1141) – Sohn von Markgraf Leopold III. dem Heiligen
- 4. Gertrud von Sachsen (* 1115; † 1143) – 1. Gemahlin von Herzog Heinrich II. Jasomirgott, Tochter von Kaiser Lothar III.
- 5. Herzog Leopold V. der Tugendreiche (* 1157; † 1194) – Sohn von Herzog Heinrich II. Jasomirgott
- 6. Heinrich der Ältere von Mödling (* 1158; † 1223) – Sohn von Herzog Heinrich II. Jasomirgott
- 7. Richza von Böhmen († 1182) – Gemahlin von Heinrich dem Älteren von Mödling, Tochter von König Vladislav II. von Böhmen
- 8. Herzog Friedrich I. der Katholische (* um 1175; † 1198) – Sohn von Herzog Leopold V. dem Tugendreichen
- 9. Heinrich der Grausame (* 1208; † 1227/1228) – Sohn von Herzog Leopold VI. dem Glorreichen
- 10. Agnes von Thüringen (* 1205; † vor 1247) – Gemahlin Heinrichs des Grausamen, Tochter von Landgraf Hermann I. von Thüringen
- 11. Heinrich der Jüngere von Mödling (* 1223; † 1236) – Sohn von Heinrich dem Älteren von Mödling
- 12. Herzog Friedrich II. der Streitbare (* 1211; † 1246) – Sohn von Herzog Leopold VI. dem Glorreichen
- 13. Rudolf – Enkel von Rudolf von Habsburg
- 14. Heinrich – Enkel von Rudolf von Habsburg

Zum Teil wurden mehrere Personen in demselben Grab bestattet. Für Herzog Friedrich II., den letzten Babenberger, der Österreich regierte und ein großzügiger Förderer des Stiftes war, wurde im Kapitelsaal ein eindrucksvolles Hochgrab geschaffen. Die übrigen Personen fanden ihre letzte Ruhe unter einfachen Steinplatten, die inzwischen zum Teil stark abgetreten und daher kaum mehr lesbar sind.
Siehe auch Grabstätten europäischer Monarchen und Liste der Grabstätten von Fürstenhäusern in Österreich

## Klostergebäude

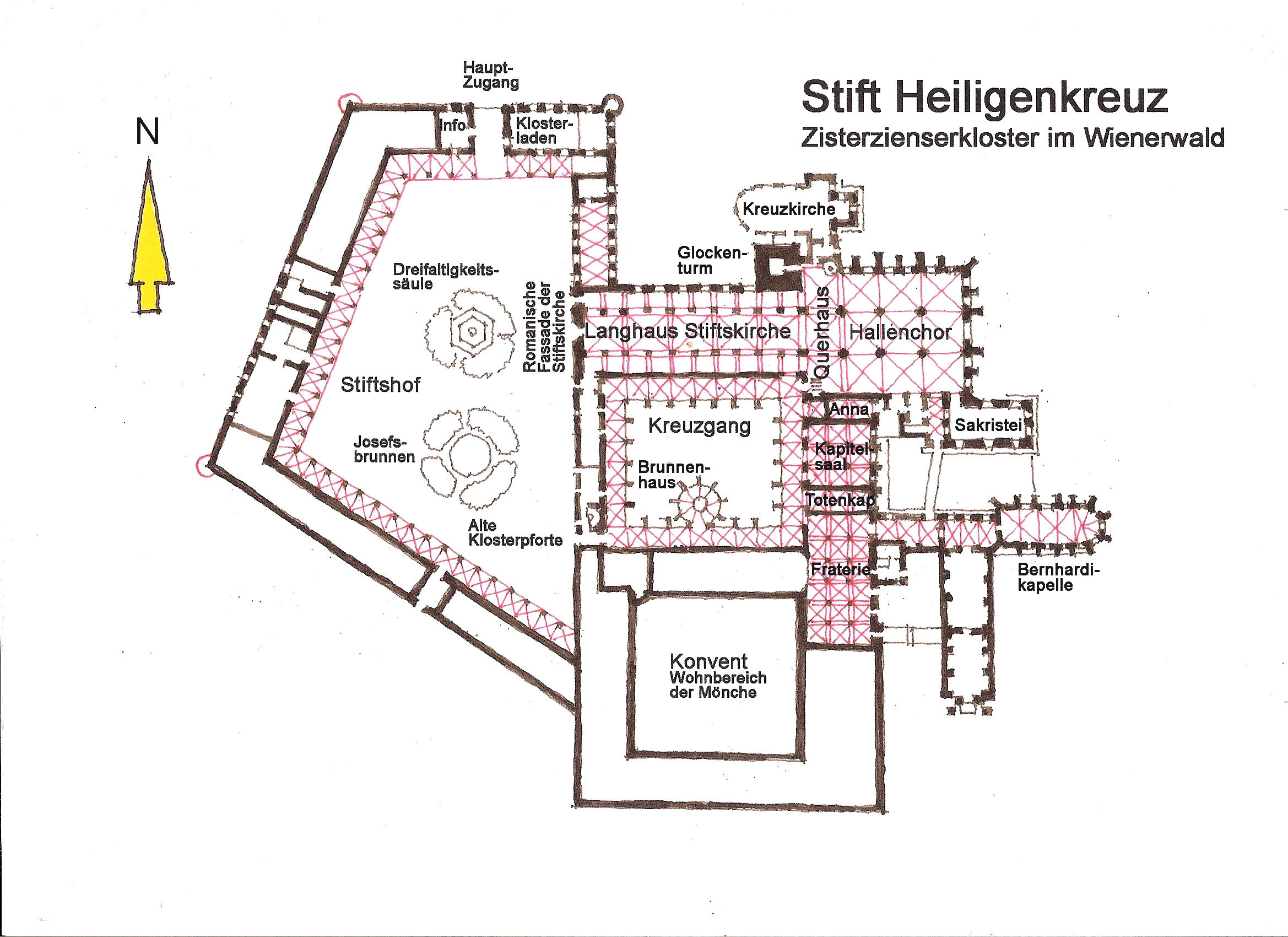
Stift Heiligenkreuz, Grundriss (Handskizze)

### Stiftskirche

#### Romanisches Langhaus
Die spätromanische dreischiffige Basilika wurde gegen Ende des 12. Jahrhunderts vollendet. Das Mittelschiff wird in der Höhe von rundbogigen Obergadenfenstern reich belichtet. Die Spitzbogenportale verweisen auf die andernorts schon begonnene Gotik. Im unteren Bereich fällt das Licht der Fenster des nördlichen Seitenschiffs indirekt durch die Scheidbögen der Arkadenzone ins Mittelschiff, hingegen ist es im südlichen Seitenschiff relativ dunkel, da auf seiner Außenseite der zweigeschoßige Kreuzgang anschließt.
Alle Schiffe sind in zehn gleich lange Joche unterteilt. Die massiven rechtwinkligen Wandpfeiler schließen in Höhe der Bogenansätze mit Kämpferprofilen ab. Das Mittelschiff ist mit spitzbogigen Bandrippengewölben gedeckt, einer vor allem in der Romanik vorkommenden Form von Kreuzrippengewölben. Deren Wandvorlagen beginnen oberhalb der Arkaden auf Konsolen und bestehen aus je einem rechteckigen Mittelteil für den Gurtbogen (mit rechteckigem Querschnitt) und dreiviertelrunden Diensten für die Rippen.
Die rechteckigen Pfeiler der Rundbogenarkaden schließen in Kämpfersimsen.
Die Seitenschiffe haben rundbogige Längstonnen, die durch Gurtbögen mit rechtwinkligem Profil gegliedert sind, die in den Seitenschiffen von halbkreisförmigen Längstonnen und im Mittelschiff von typisch romanischen überdeckt werden. Die Joche werden stets durch rechteckige Gurtbögen getrennt, deren Enden auf ebensolchen Pfeilervorlagen stehen, die von Kämpferprofilen oben abgeschlossen werden. Die Pfeilervorlagen an den Außenwänden enden nur etwa einen Meter unterhalb der Kämpfersimse.

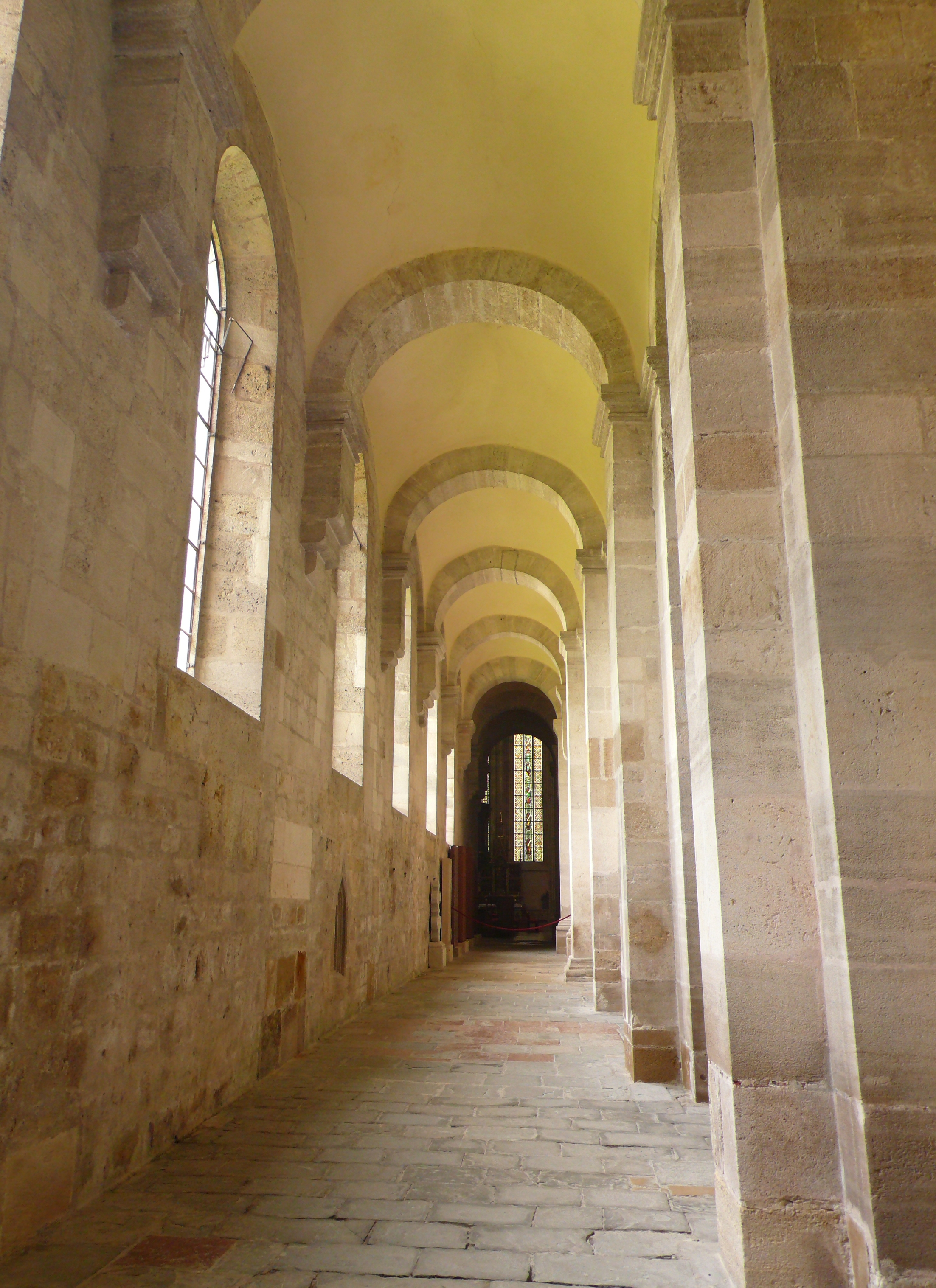
Linkes Seitenschiff, mit Bodenplatten aus Kaiserstein
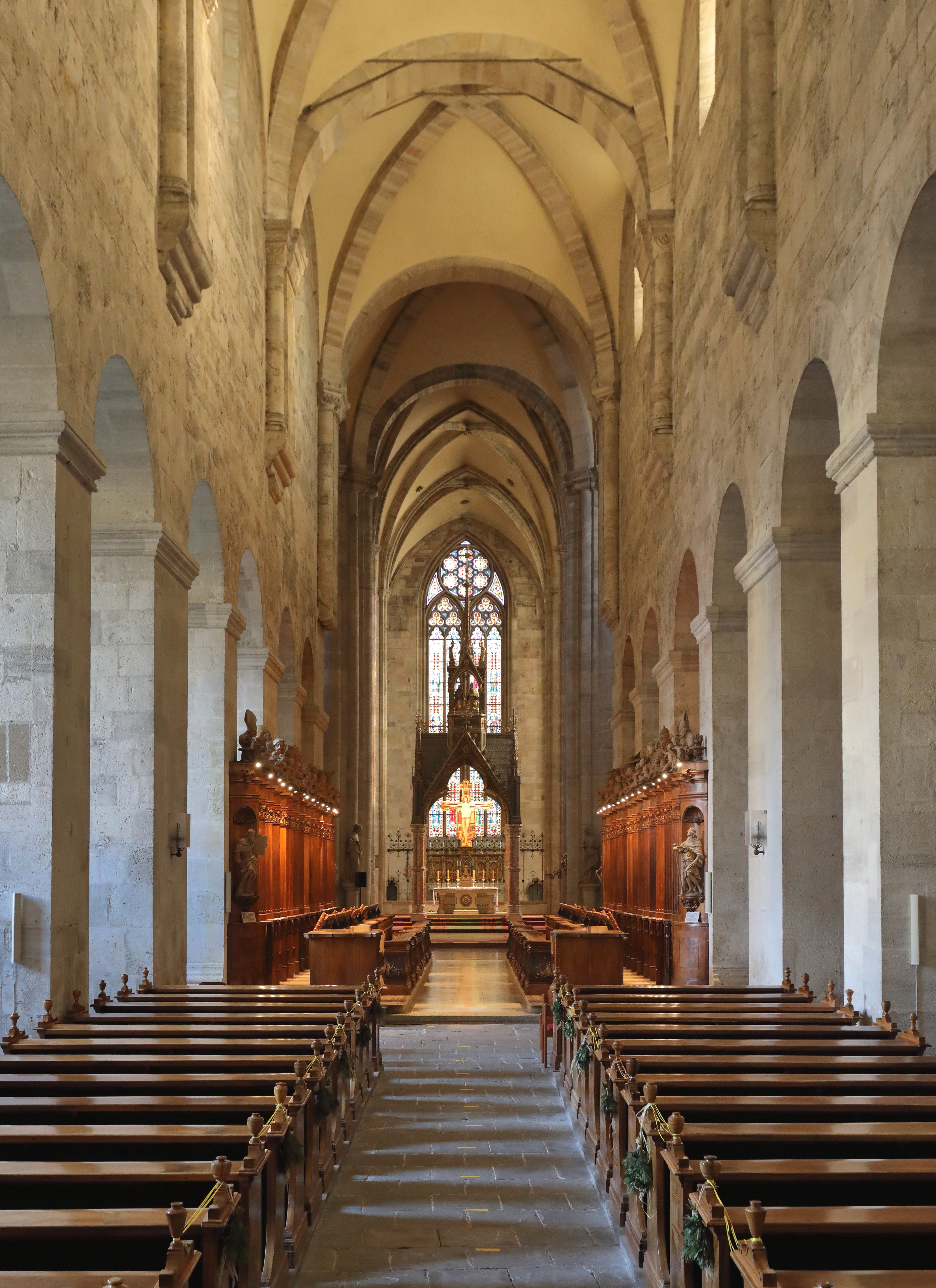
Mittelschiff des romanischen Langhauses
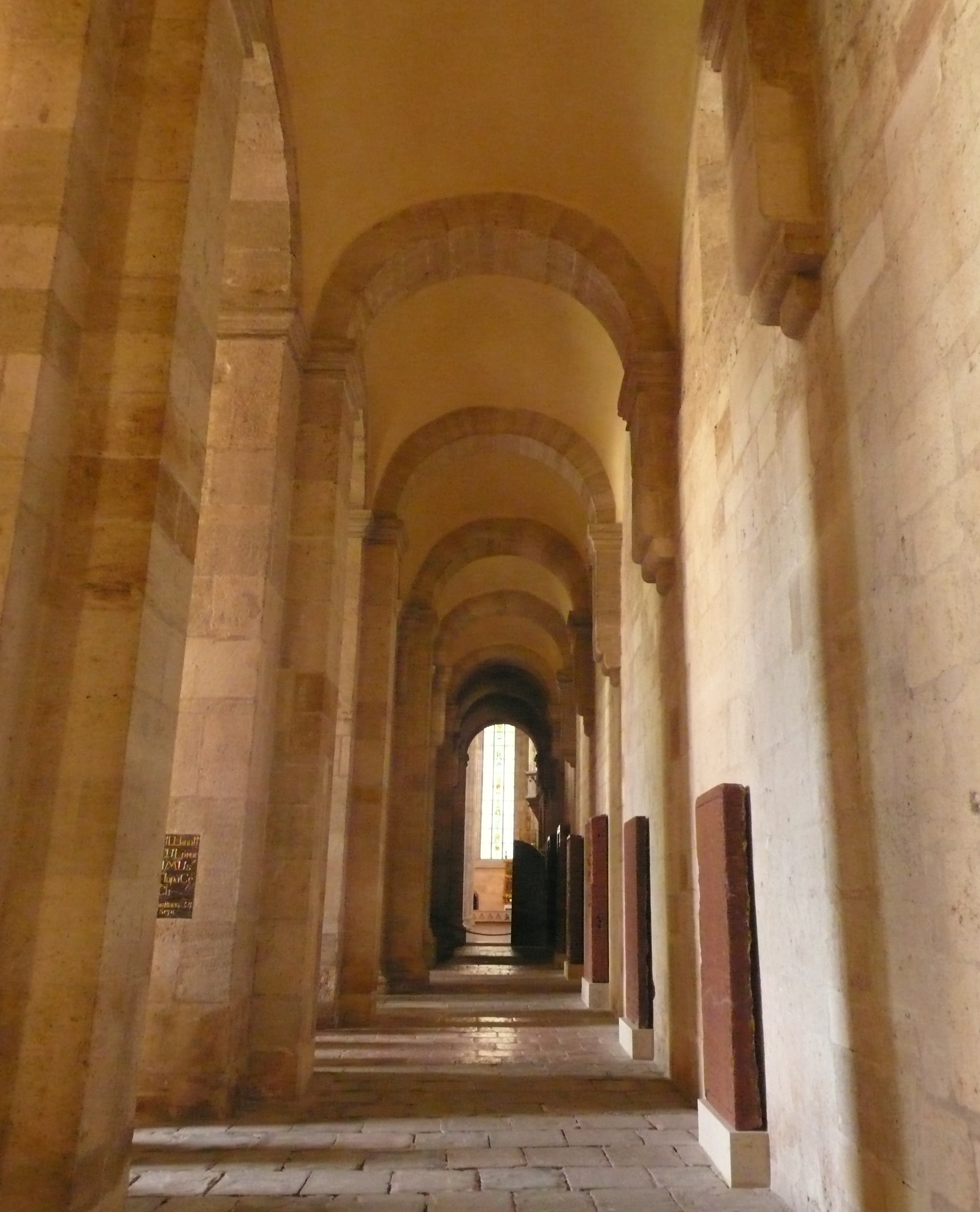
Rechtes Seitenschiff

Die westliche Giebelwand wird weit über dem Portal fast in Obergadenhöhe von drei rundbogigen Fenstern durchbrochen, ein Symbol für die Dreifaltigkeit.
Das barocke Chorgestühl steht im Bereich der letzten drei Joche. Es wurde 1707 von Giovanni Giuliani (1664–1744) geschnitzt. Der Chor selbst stammt aus dem 15. Jahrhundert.
Das Langhaus ist der älteste Teil der Stiftskirche. An seinem östlichen Ende schließt das Querhaus an, bestehend aus der Vierung und den beiden gleich großen Querhausarmen, welche die Außenwände der Seitenschiffe deutlich überragen. Das ehemals rein romanische Querhaus erfuhr durch die Erweiterung nach Osten um den gleich breiten hochgotischen Hallenchor eine beträchtliche Gotisierung, insbesondere an seiner Ostwand und in den Gewölben.
Die Fassade der Stiftskirche im Stiftshof präsentiert den basilikalen Aufriss des Langhauses. Das Mittelschiff ist etwa doppelt so breit wie die Seitenschiffe. Die Traufen der Seitenschiffe befinden sich etwa auf halber Höhe der Traufen des Mittelschiffs.
Das Hauptportal ist ein dreistufiges Archivoltenportal mit geschlossenem Tympanon und Gewändesäulen. In der Mitte über dem äußeren Bogen steht auf einer Konsole eine Heiligenfigur, auf beiden Seiten steht in Bogenhöhe auf einer seitlich der Gewände angebrachten Halbsäule ein kleiner Obelisk. Letztere entstammen der Renaissance und sind spätere Zugaben. In das linke Seitenschiff gelangt man über ein kleineres zweistufiges Archivoltenportal mit Tympanon.
In der Mitte der Fassadenhöhe gibt es eine Dreiergruppe von unterschiedlich großen, rundbogigen, zweistufigen Archivoltenfenstern. Ihre äußeren Bögen werden von Kragprofilen überfangen, die an den Bogenansätzen etwas waagerecht weitergeführt werden. In der Mitte des Mittelschiffes ist in Traufhöhe ein kleines Rundbogenfenster ausgespart. Annähernd in halber Höhe der Seitenschiffe ist dort je ein mittelgroßes Rundbogenfenster installiert. Parallel zu den Ortgängen der Schiffe verlaufen abgestufte Blendarkaden.

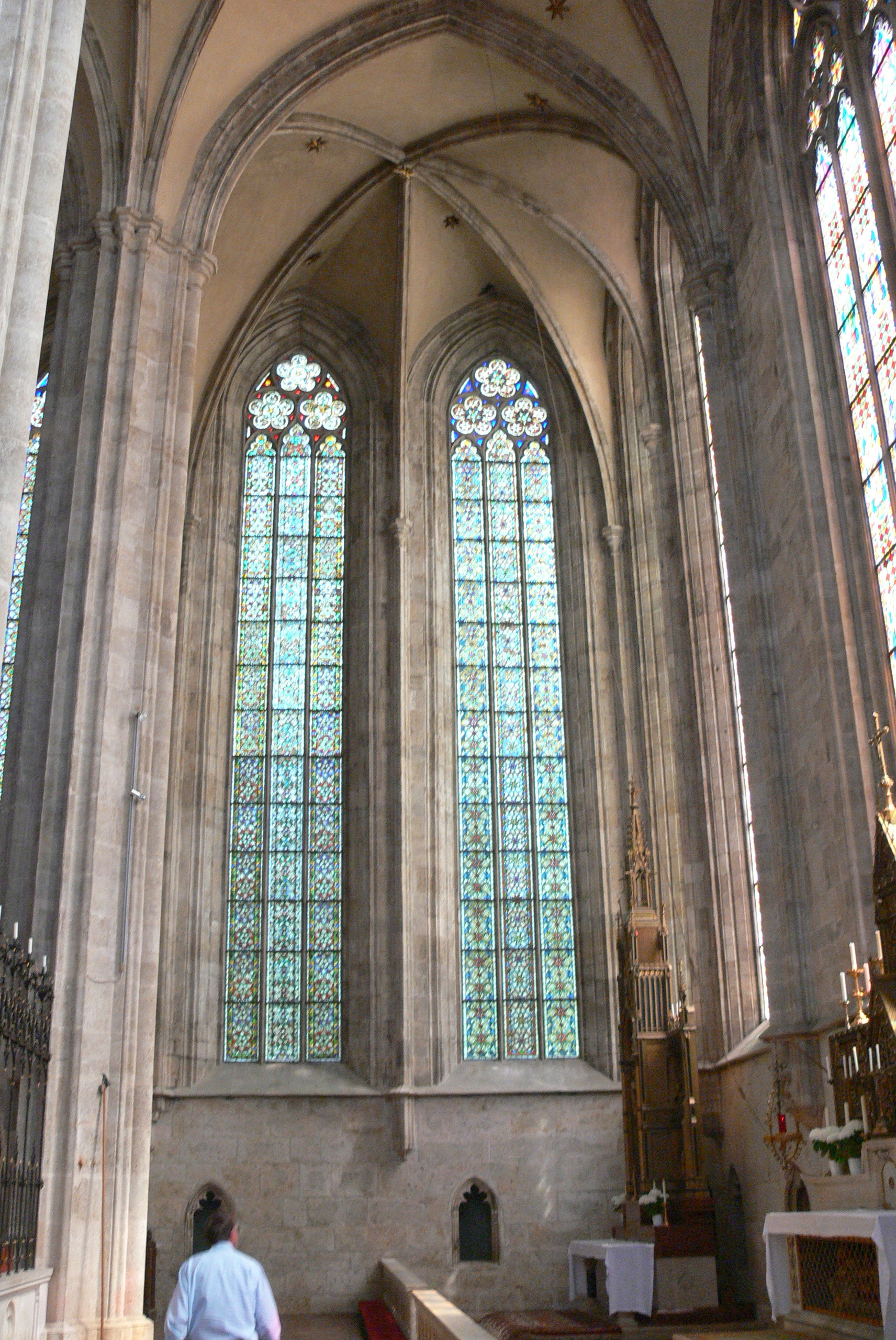
Gotischer Hallenchor

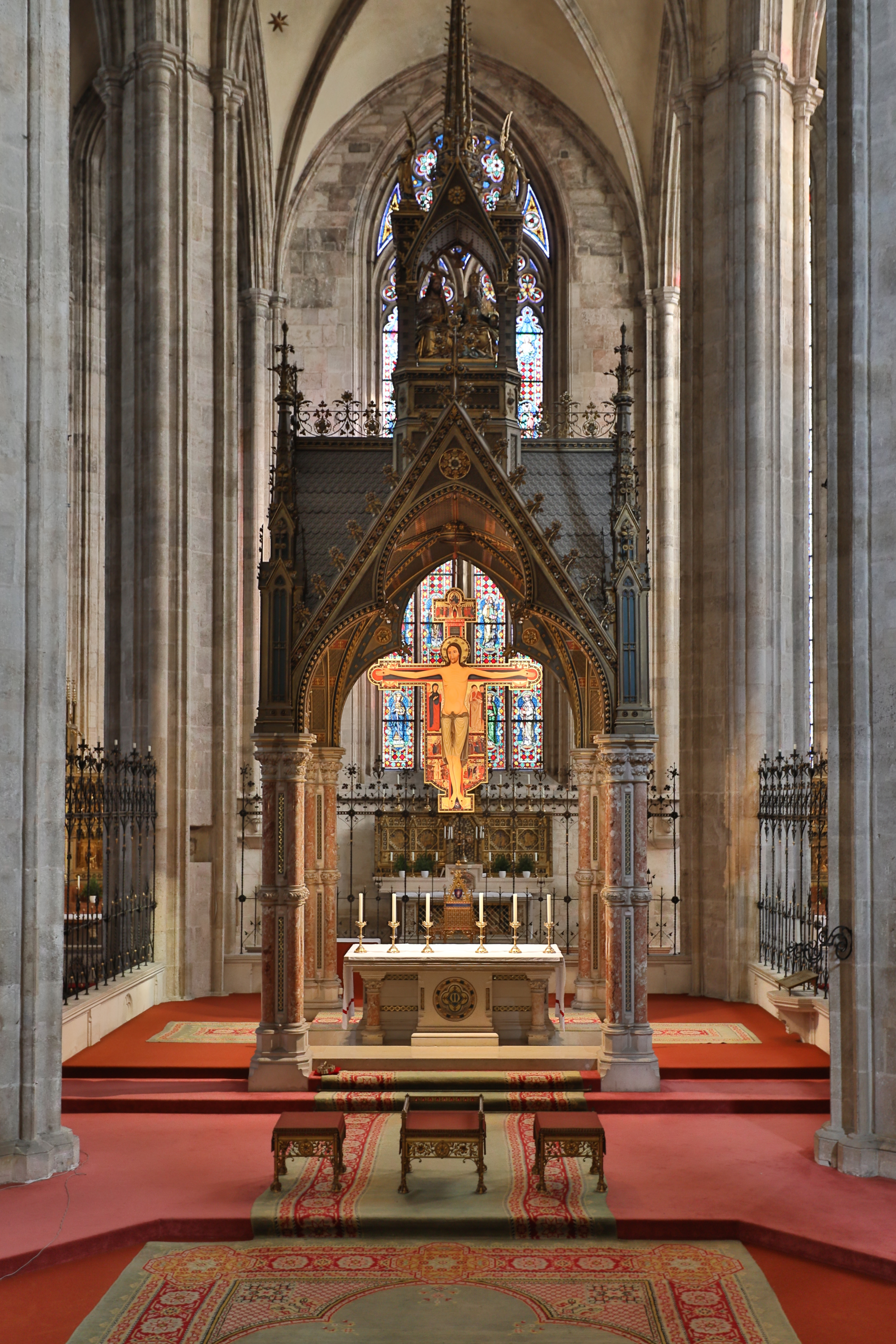
Baldachin-Hochaltar; im Zuge der Regotisierung 1897 aufgestellt

Die durch das Nebenportal entstandene Asymmetrie der Fassade wird wieder ausgewogen durch unterschiedliche Gestaltungen der Ränder der Seitenschifffassaden. Die seitlichen begrenzenden Vorlagen bestehen beim rechten Seitenschiff aus zwei Dreierbündeln von Halbsäulen und beim linken nur aus einer pilasterartigen Vorlage, ganz links außen. Rechts davon gehen die Wandoberflächen nahtlos ineinander über. Außerdem sind die Blendarkaden unter den Traufen unterschiedlich ausgebildet.
Der First der Fassade wird von einem steinernen Lazaruskreuz (oder Kleeblattkreuz) gekrönt.

#### Hochgotischer Hallenchor
Vorgänger dieses neuen Chors war ein deutlich kleinerer romanischer Chor, kaum breiter als das Mittelschiff und vermutlich ohne Umgang. Es bestand damals aber hoher Platzbedarf im Chor und in dessen Umgebung, vor allem für die zahlreichen Pilgerprozessionen zu den Reliquien, der nur mit einem großflächigen Neubau gedeckt werden konnte. So entstand der neue im Grundriss quadratische hochgotische Hallenchor aus neun quadratischen, gleich hohen Jochen, jeweils in Dimension der älteren Vierung. Die äußeren Joche wirken als Chorumgang bezeichnen. Es handelt sich hier um den größten gotischen Hallenchor dieser Art in Österreich. Zusammen mit dem Querhaus überschreitet die Grundfläche der Halle diejenige des gesamten Langhauses. Eine direkte Nachfolge dieser ungewöhnlichen Hallenform findet sich in der Heiligenkreuzer Filiation Stift Neuberg, die sich dort aber über die ganze Kirche erstreckt.
Die Joche werden von steilen vierteiligen Kreuzrippengewölben abgeschlossen, deren Rippen und Gurte auf Dienstbündeln aus „älteren und jüngeren“ halb- und dreiviertelrunden Diensten aufstehen. Die östliche und nördliche Außenwand sind großflächig und fast gewölbehoch mit Spitzbogenfenstern und feingliedrigem gotischen Maßwerk geöffnet, in jedem Joch ein Paar, im mittleren Joch der Ostwand ein einziges, aber großes Fenster. Etwa die Hälfte der Verglasungen sind die erhaltenen Originale der Zeit um 1290.
Ab 1612 und im gesteigerten Maß nach der Brandschatzung des Türkeneinfalls 1683 hat man die Kirche unter den Äbten Marian Schirmer und Gerhard Weixelberger in erheblichem Umfang barockisiert. So wurde das große östliche Mittelfenster zugemauert und mit einem wuchtigen Barockaltar verstellt.
Ende des 19. Jahrhunderts beauftragte Abt Heinrich Grünbeck auf Initiative Wilhelm Anton Neumanns den Architekten Dominik Avanzo mit der Purifizierung des barockisierten Hallenchors, um den hochgotischen Eindruck wiederherzustellen, wobei die barocke Kirchenausstattung weitgehend entfernt wurde. Avanzo schuf im neugotischen Stil unter anderem sieben neue Seitenaltäre, einen Ziboriumsaltar sowie eine Seitenempore.
Das barocke Altarbild Die Aufnahme Marias in den Himmel von Johann Michael Rottmayr brachte man an der südlichen Chorseitenwand an und das östliche Mittelfenster wurde wieder geöffnet. Seit 1990 befindet sich unter dem Ziboriumsaltar eine Kopie des Kruzifixes von Mastro Guglielmo von 1138, das Christus als auferstandenen und erhöhten Herrn darstellt.

#### Orgeln
Die große Orgel von Heiligenkreuz wurde 1804 von k.u.k. Hoforgelbaumeister Ignaz Kober erbaut. Sie besitzt zwei Manuale, 55 Register und 2959 Pfeifen. Berühmte Komponisten, wie Franz Schubert und Anton Bruckner haben auf ihr gespielt. Bis 1949 stand sie auf einer im Barock eingezogenen Empore über dem Hauptportal des Langhauses. Diese Empore verfälschte jedoch die Raumwirkung des romanischen Schiffs und verdeckte den Lichteinfall durch die Fenster der Westwand. Abt Karl Braunstorfer ließ sie deshalb abtragen und die Orgel in den nördlichen Querhausarm versetzen. Die letzte große Restaurierung erfolgte 1997 durch Helmut Allgäuer.
Die Disposition der Kober-Orgel:
| I Hauptwerk C–d3 |                   |     |
| 01.              | Quintit           | 16′ |
| 02.              | Regula primaria 0 | 08′ |
| 03.              | Piffaro           | 08′ |
| 04.              | Quintit           | 08′ |
| 05.              | Coni              | 08′ |
| 06.              | Tibia silvestris  | 08′ |
| 07.              | Flauto traverso   | 08′ |
| 08.              | Unda marina       | 08′ |
| 09.              | Viola di Gamba    | 08′ |
| 10.              | Salicional        | 08′ |
| 11.              | Diapason          | 04′ |
| 12.              | Tibia             | 04′ |
| 13.              | Cor notturnum     | 04′ |
| 14.              | Diapente          | 03′ |
| 15.              | Disdiapason       | 02′ |
| 16.              | Miscella acuta V  | 04′ |
| 17.              | Cimbal II         | 04′ |
| 18.              | Miscella IV       | 02′ |
| 19.              | Sesquialter III   | 02′ |
| 20.              | Tuba              | 16′ |
| 21.              | Vox humana        | 08′ |
|                  | Tremolo           |     |

| II Positiv C–d3 |                         |       |
| 22.             | Pilatea major           | 8′    |
| 23.             | Quintit                 | 8′    |
| 24.             | Avena (C-h)             | 8′    |
| 25.             | Flauto traverso (c1–d3) | 8′    |
| 26.             | Regula primaria         | 4′    |
| 27.             | Pilatea minor           | 4′    |
| 28.             | Fugara                  | 4′    |
| 29.             | Dulciana                | 4′    |
| 30.             | Viola di Gamba          | 4′+2′ |
| 31.             | Diapason                | 2′    |
| 32.             | Disdiapason             | 1 ⁄2′ |
| 33.             | Miscella V              | 2′    |
| 34.             | Fagott (C-h)            | 8′    |
| 35.             | Oboe (c1–d3)            | 8′    |
|                 | Tremolo                 |       |

| Pedalwerk C–f1 |                   |     |
| 36.            | Pilatea maxima    | 32′ |
| 37.            | Regula primaria 0 | 16′ |
| 38.            | Pilatea major     | 16′ |
| 39.            | Violon            | 16′ |
| 40.            | Diapason          | 08′ |
| 41.            | Violoncello       | 08′ |
| 42.            | Violon            | 08′ |
| 43.            | Diapente          | 06′ |
| 44.            | Disdiapason       | 04′ |
| 45.            | Cor notturnum     | 04′ |
| 46.            | Cornu IV          | 03′ |
| 47.            | Buccina           | 32′ |
| 48.            | Buccina           | 16′ |
| 49.            | Cornu             | 08′ |
| 50.            | Tuba              | 08′ |
| 51.            | Fagott            | 08′ |
| 52.            | Tuba              | 04′ |

- Anmerkungen:

1. ↑  Prinzipal.
2. ↑  Coppelflöte.
3. ↑  Rohrflöte.
4. ↑  Posaune.

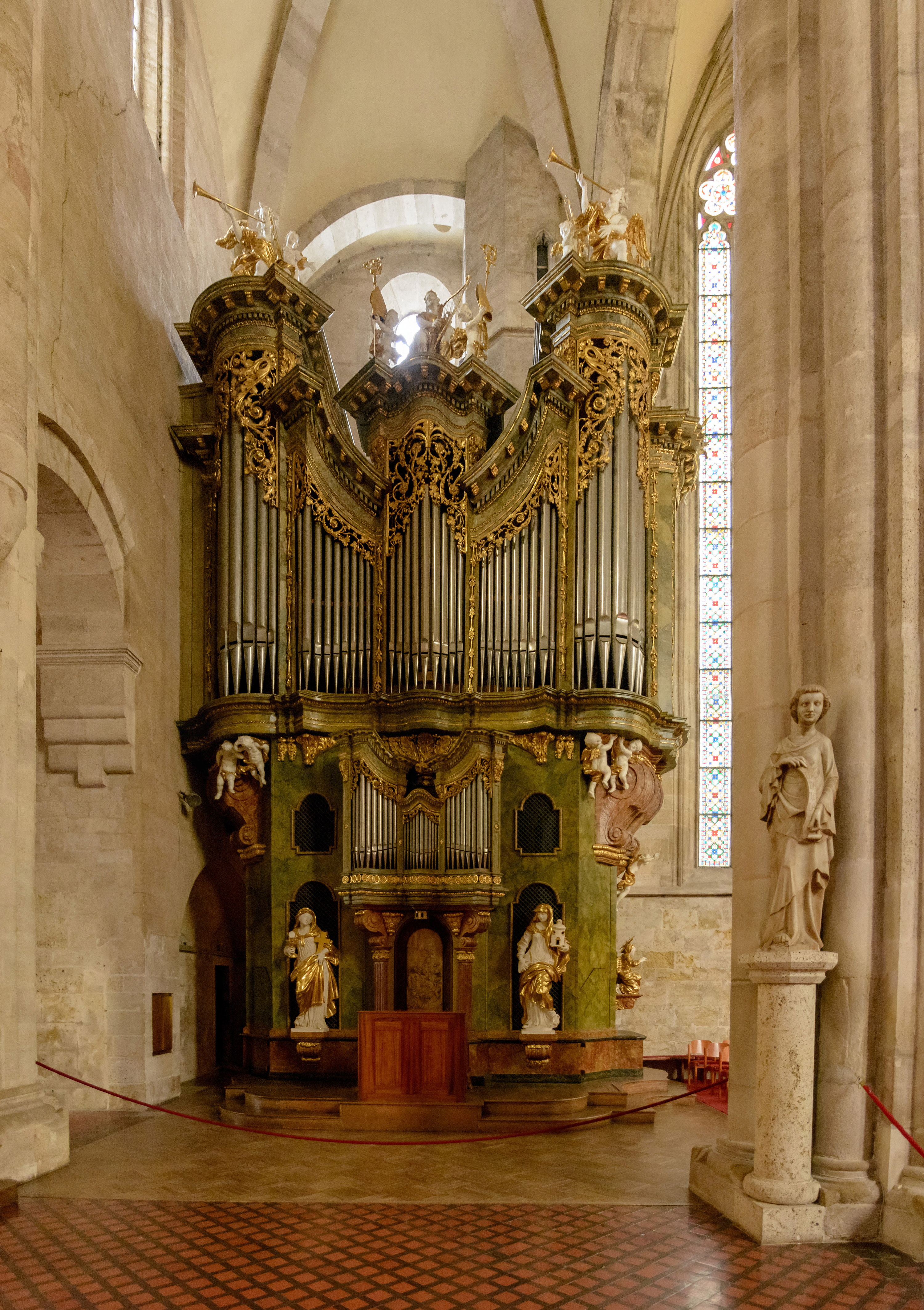
Kober-Orgel aus 1804

Der Kober-Orgel gegenüber befindet sich eine kleine Chororgel von Johann Wimola aus dem Jahr 1746. Sie steht seit 1894 auf einer neugotischen Seitenempore. Das Instrument verfügt 11 Register, verteilt auf ein Manual und Pedal. 1994 wurde die Orgel durch die Firma Helmut Allgäuer stilgerecht restauriert.

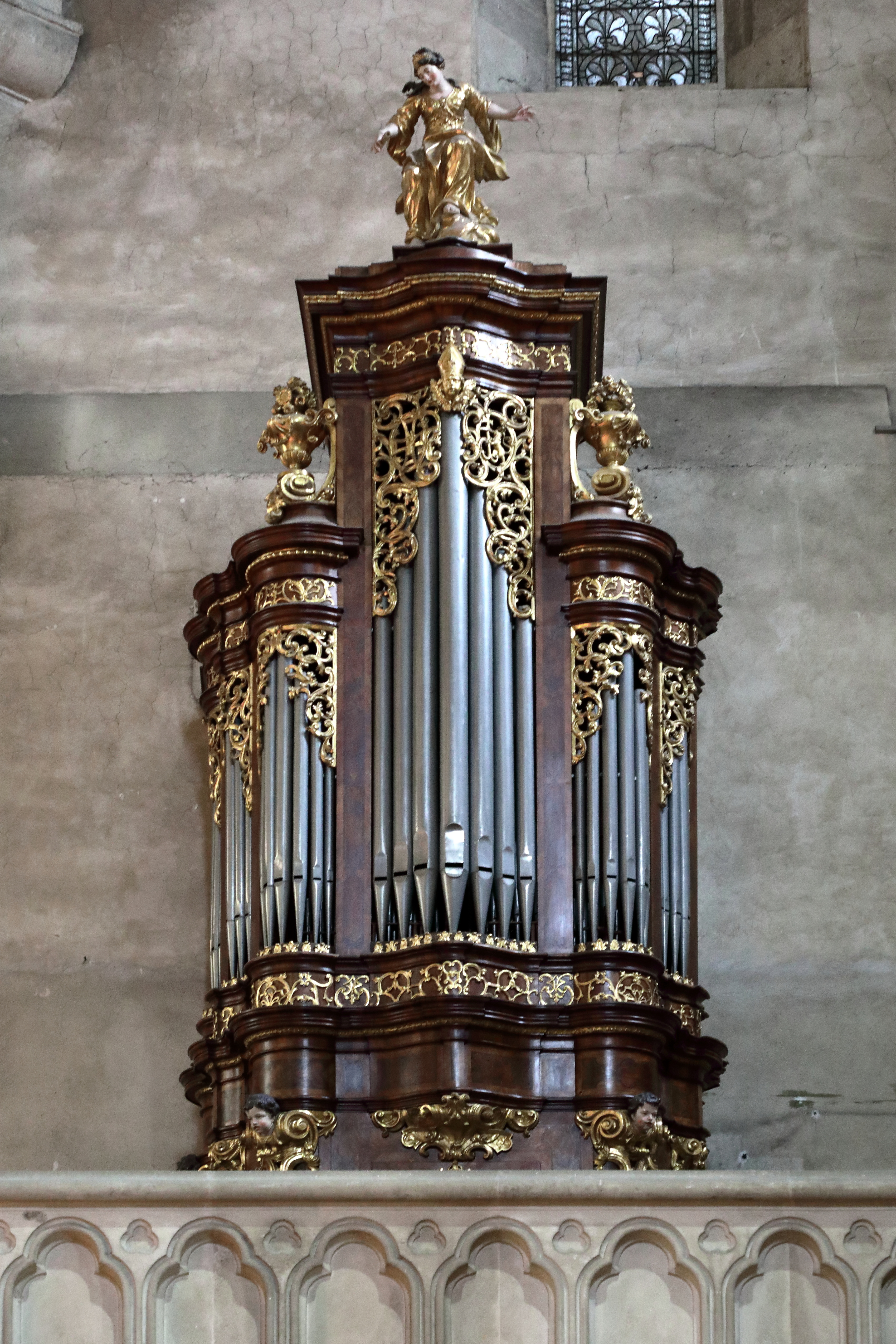
Výmola-Orgel aus 1746

Die Disposition der Wimola-Orgel:
| Manualwerk |       |
| Principal  | 8′    |
| Coppel     | 8′    |
| Principal  | 4′    |
| Flauta     | 4′    |
| Viola      | 4′    |
| Octav      | 2′    |
| Quint      | 1 ⁄2′ |
| Mixtur III |       |

| Pedal     |     |
| Subbass   | 16′ |
| Octavbass | 08′ |
| Octav     | 04′ |

#### Glockenturm und Glocken
Während die mittelalterlichen Zisterzienserkirchen üblicherweise keinen Glockenturm aufweisen, ist der in Heiligenkreuz errichtete hoch aufragende Glockenturm weithin sichtbar. Er wurde 1674 im Winkel zwischen dem nördlichen Seitenschiff und dem nördlichen Querhausarm im Stil des Barock erbaut. Mittelalterliche Zisterzienserkirchen hatten normalerweise keinen Glockenturm. Ein relativ kleiner Dachreiter steht am östlichen Ende des Chorfirstes, er ist barockisiert.
Im Glockenturm der Stiftskirche hängen folgende Glocken:
| Nr. | Name                  | Gussjahr | Gießer         | Durchmesser (cm) | Gewicht (kg) | Schlagton |
| 1   | Dreifaltigkeitsglocke | 1697     | Jakob de Romet | 147              | 1740         | h0        |
| 2   | Marienglocke          | 1956     | St. Florian    | 129              | 1124         | dis1      |
| 3   | Kreuzglocke           | 1956     | St. Florian    | 110              | 697          | fis1      |
| 4   | Bernhardsglocke       | 1956     | St. Florian    | 98               | 505          | gis1      |
| 5   | Leopoldsglocke        | 1956     | St. Florian    | 83               | 327          | h1        |

Im Dachreiter über dem gotischen Hallenchor hängt die Messglocke (Dm 44 cm; ca. 50 kg; Schlagton h2). Sie stammt wahrscheinlich aus dem 14. Jahrhundert und wird als Wandlungsglocke genutzt.
Im Dachreiter des Konventtraktes befindet sich die Konventglocke (Dm 47 cm; 100 kg; Schlagton fis2). Sie wurde 1993 von Grassmayr gegossen. Die Konventglocke erklingt mindestens dreimal täglich und ruft die Mönche zu den Vigilien, zur Terz und zur Komplet. Außerdem erklingt sie zum monatlichen Kapitel, zu feierlichen Anlässen (Einkleidung, Zeitliche Profess und Abtwahl), zum Sterbelager eines Mönchs und schließlich zum Empfang des Sarges. So begleitet ihr Läuten die Mönche von der Einkleidung bis zum Begräbnis.

### Kreuzgang

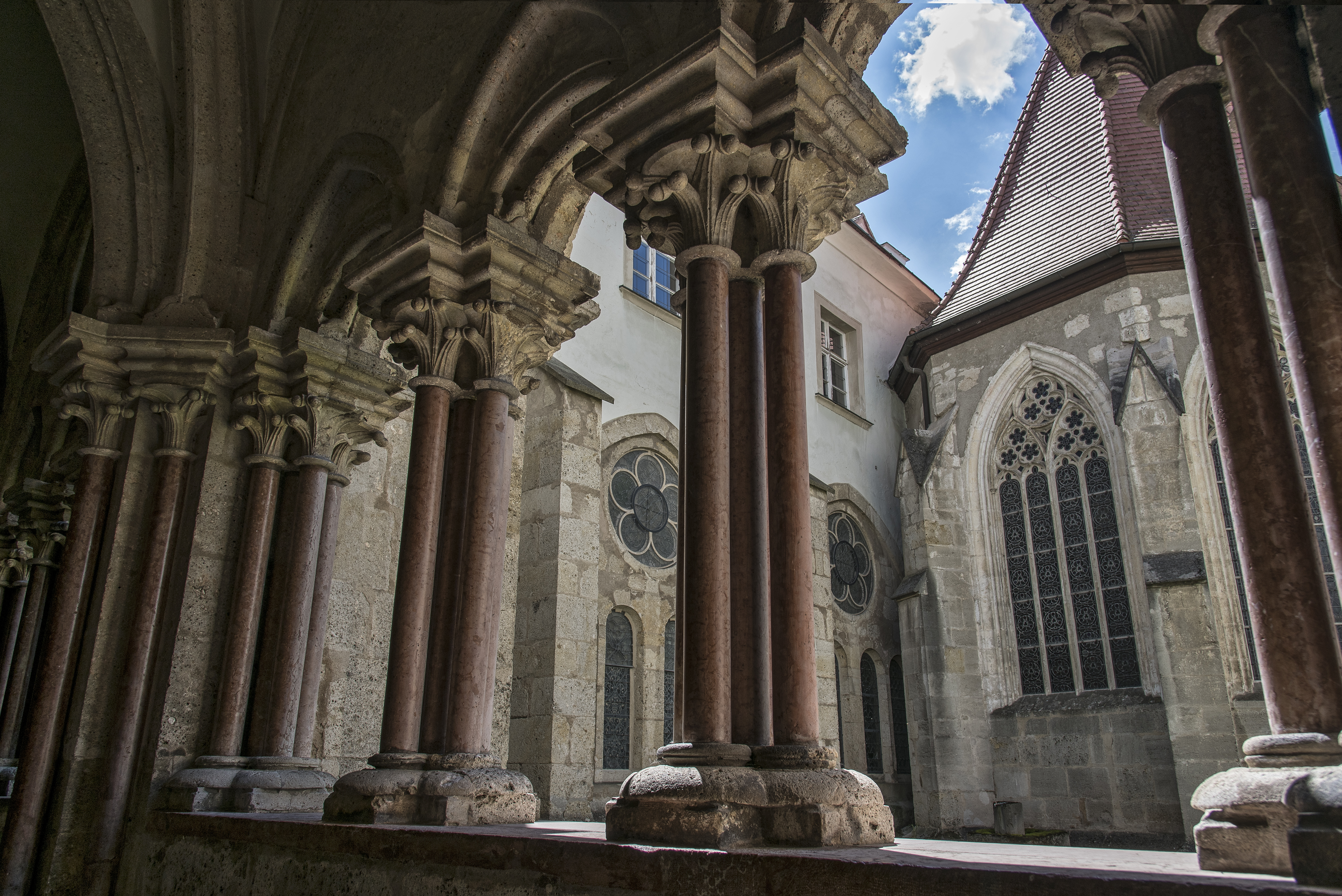
Arkaden des Kreuzgangs

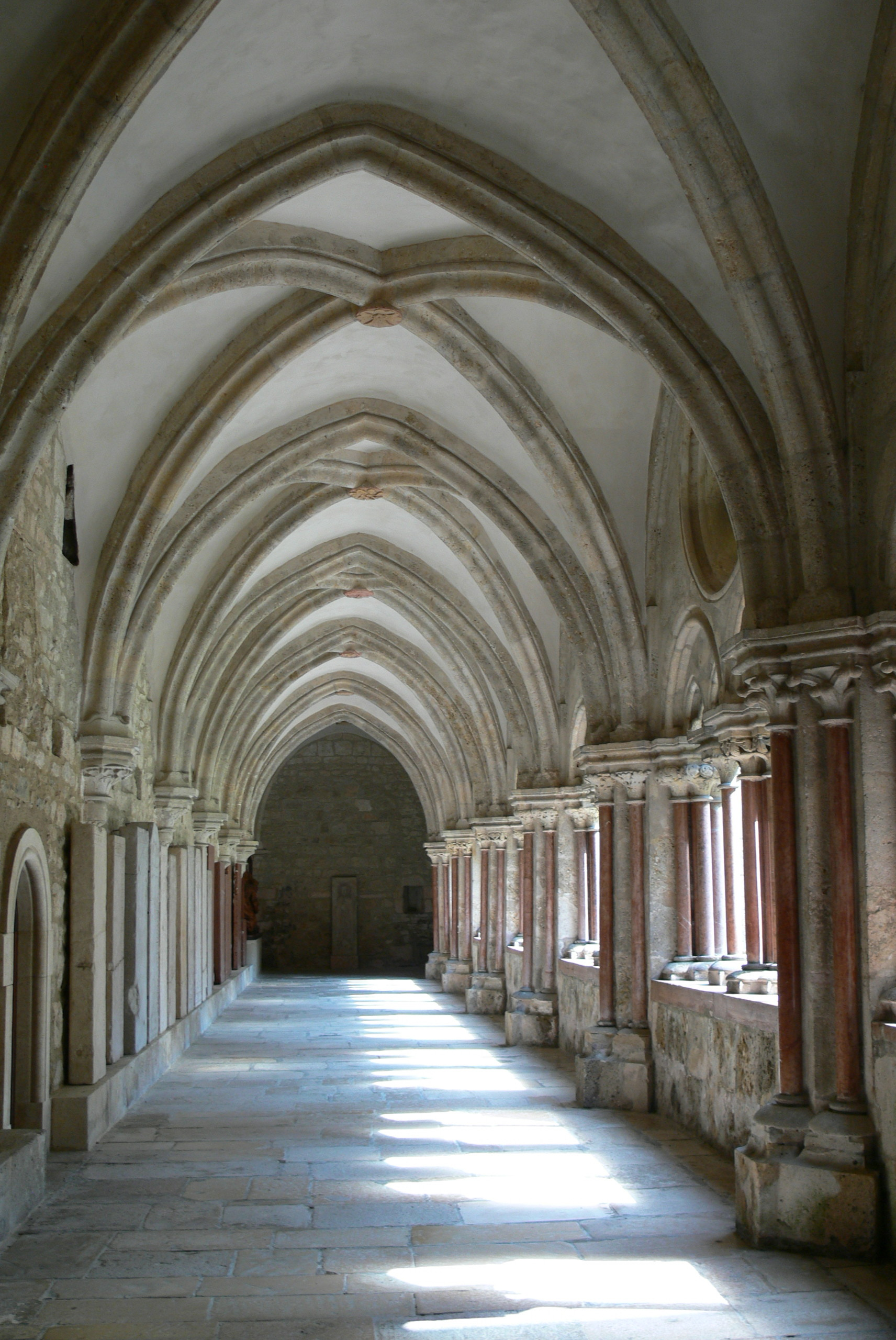
Gotische Gewölbe

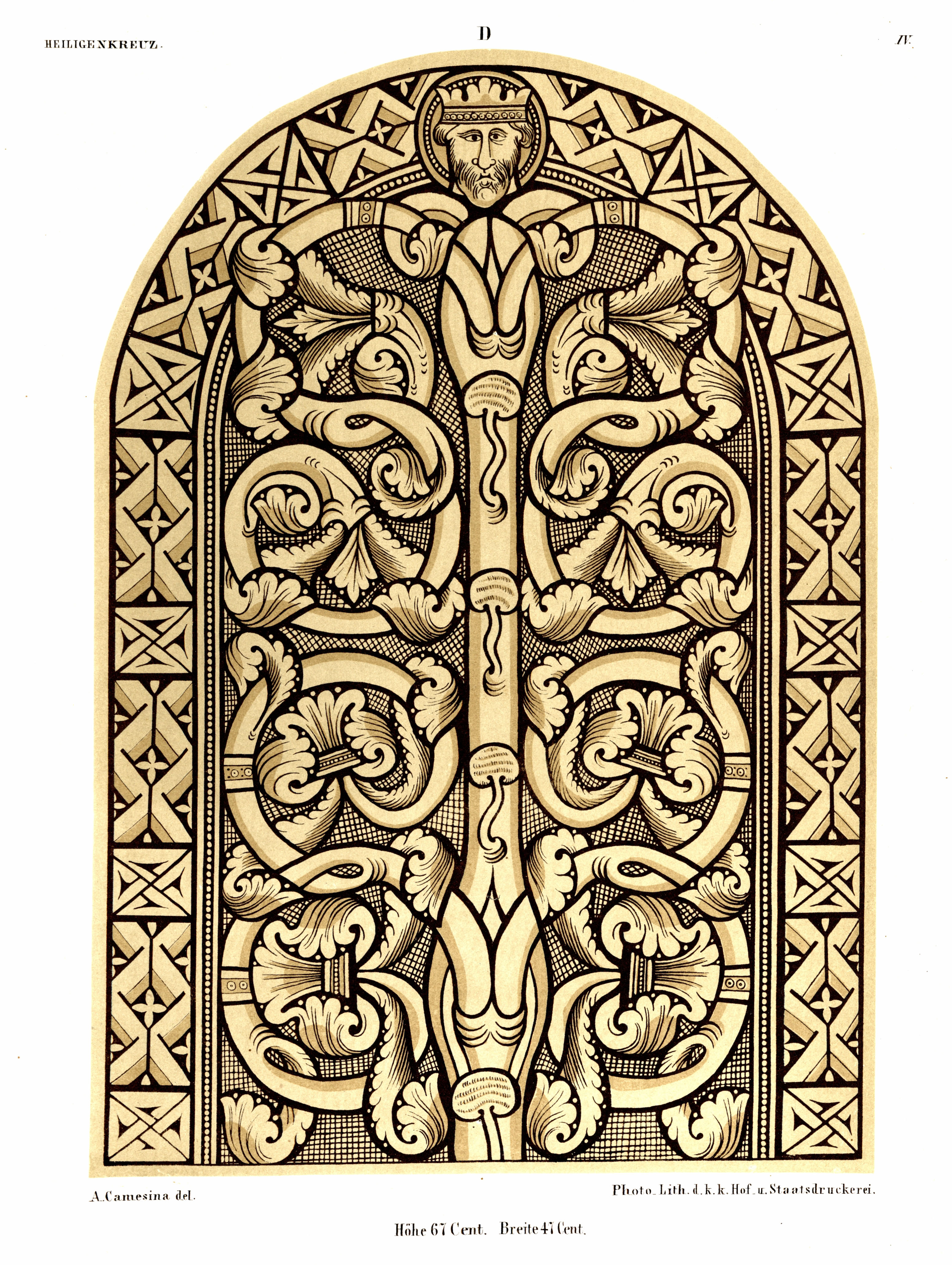
Grisaille-Motiv im Kreuzgang

Der Kreuzgang, das Zentrum der Klosteranlage, schmiegt sich in den rechten Winkel aus der südlichen Langhauswand und der westlichen Wand des Kapitelsaals und der Fraterie. Er wird weiterhin im Westen begrenzt von einem schlanken Gebäudeteil mit Klosternebenräumen und im Süden von den jüngeren Konventsgebäuden. Der romanisch-gotische Kreuzgang umschließt einen schlicht begrünten und liebevoll gepflegten Innenhof. Die Nord- und Südgalerie sind je sieben Joche lang, die Ost- und Westgalerie hingegen nur sechs Joche. Die Galerien werden außenseitig unterteilt mit schlichten rechteckigen Strebepfeilern, die die horizontalen Schubkräfte der Gewölbe abstützen, Kreuzrippengewölbe mit zierlichen gotischen Profilen von Rippen und Gurtbögen.
Die Arkaden des Kreuzgangs sind in Biforien gegliedert, die ihrerseits noch einmal in Biforien unterteilt sind. Die Bögen der Einzelöffnungen sind spitz, ebenso die oberen Überfangbögen. Doe mittleren Überfangbogen sind hingegen rund. Die aufgelösten Bündelpfeiler in den Arkaden weisen ebenso wie die Formen der Kapitelle in die Frühgotik. In den Bogenfeldern sind kreisrunde „Ochsenaugen“ unterschiedlicher Größe ausgespart, die ganz großen sind mit Maßwerk in Form von Vielpässen ausgestattet.
Über allen Galerien des Kreuzgangs existiert noch ein zweites Geschoß mit neuzeitlichen rechteckigen Fenstern. Das Innere des Kreuzgangs wird über die „Alte Pforte“ in der Südwestecke von außen erschlossen, von der Stiftskirche aus in der Nordostecke, schräg gegenüber.
In den Galerien erlebt man wieder die reine Gotik, ihr Querschnitt weist den Spitzbogen auf. Die Joche sind mit gotischen Kreuzrippengewölben überdeckt. Ihre profilierten Rippen und Gurte stehen an den Wänden auf skulptierten Kragkonsolen und an den Hofseiten auf üppig skulptierten Kapitellbündeln, die von Bündeln aus roten dreiviertelrunden Diensten getragen werden. Ergänzt werden diese noch durch die roten Rundsäulenpaare, die die Lichtöffnungen unterteilen, und auf den Brüstungen stehen. Die Schlusssteine der Gewölberippen sind mit rosettenartigen Blüten dekoriert, ein kleiner Bezug zum „Paradies“ (siehe Beginn des Artikels). Auf den Innenseiten der Galerien vente sich um eine spätere Aufstockung handelnrlaufen steinerne Sitzbänke.
Eine der Galerien wird „Grabsteingang“ genannt. An seiner Wand stehen Grabsteine von Wohltätern, die im Mittelalter das Kloster mit Grundstücken, Weingärten oder sonstigen Gaben beschenkten und dadurch zum Lebensunterhalt der Mönche beitrugen. Diese Gönner wurden aus Dankbarkeit im Kreuzgang begraben.
Ein anderer Teil des Kreuzgangs heißt „Lesegang“, weil sich hier die Mönche vor der Komplet zu einer Lesung versammeln. Ein Vorleser trägt von einer hölzernen Kanzel dem Konvent, der sich auf der gegenüber liegenden Seite der Galerie auf hölzernen Sitzbänken versammelt hat, einen Abschnitt aus der Benediktsregel vor. Die barocke Einrichtung hatte Armlehnen an den Sitzplätzen des Abtes und seiner beiden Nachbarn (Prior und Subprior), die ihm als Obere zur Seite stehen.
Der Lesegang ist mit Scheiben verglast, die zum Teil aus dem 13. Jahrhundert stammen. Sie sind in unterschiedlichen Grautönen mit Grisaille-Malerei geschmückt. Die Witterung hat den wertvollen Scheiben zugesetzt.

### Kapitelsaal

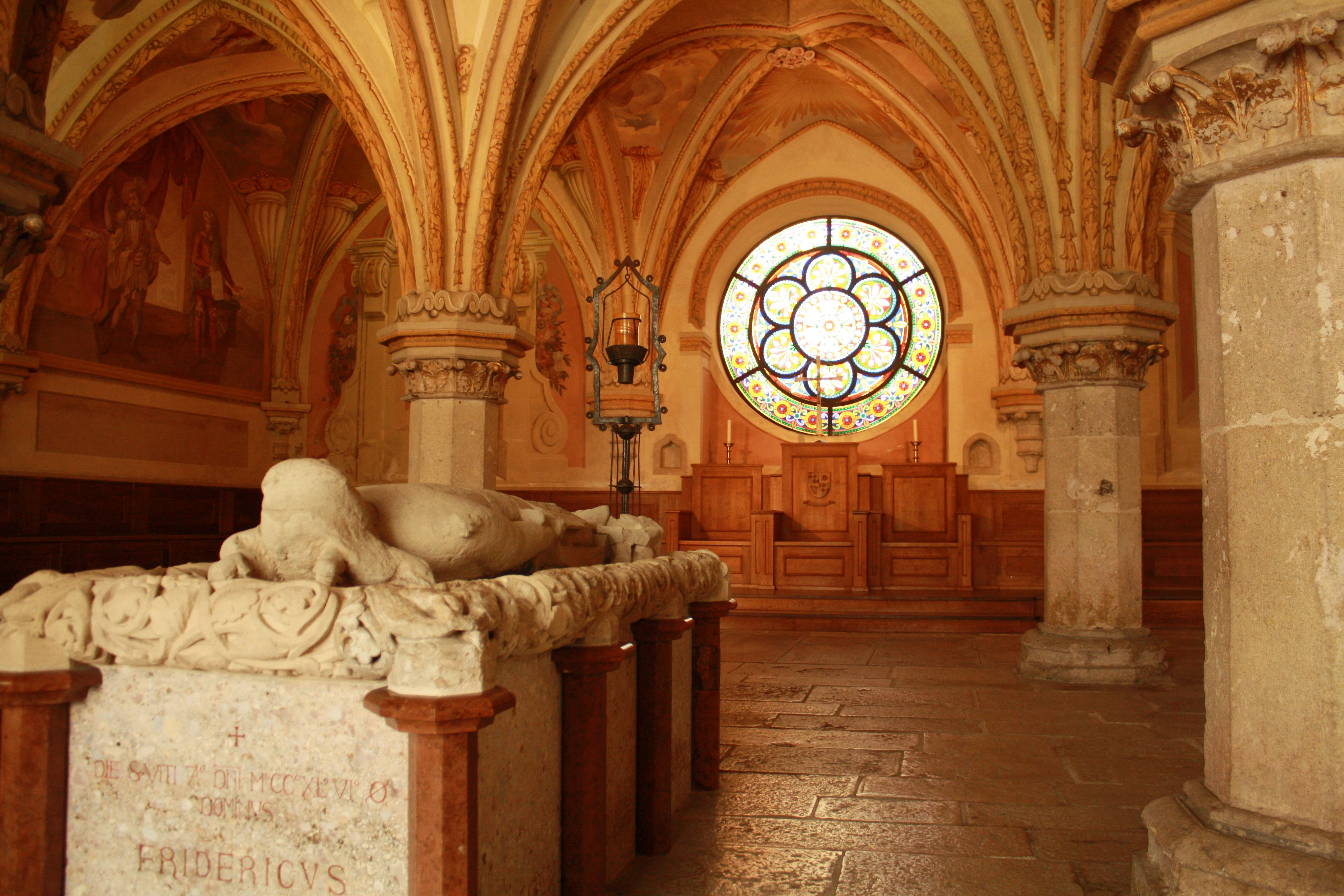
Kapitelsaal mit Hochgrab Herzog Friedrichs II.

Der Kapitelsaal war der Versammlungsraum der Mönche, in dem bei jeder Zusammenkunft, zumindest ursprünglich, ein Kapitel der heiligen Schrift vorgelesen wurde. Für die Mönche, die zur Teilnahme an diesen Zusammenkünften berechtigt waren, galt die Bezeichnung „Kapitular“. Wie bei fast allen Klöstern dieser Art öffnet sich der Kapitelsaal von der östlichen Galerie des Kreuzgangs durch zwei Fenster und eine Tür, die nicht verschlossen werden können, und drei Stufen führen zu ihm hinab. Der Kapitelsaal ist untergliedert in neun quadratische Joche mit vierteiligen Kreuzrippengewölben, deren Rippen und Gurte an den Wänden von Kragkonsolen und im Raum von vier achteckigen Säulen getragen werden. Die heutigen Rippen, Kämpfer und Kapitelle lassen eine barocke Überarbeitung vermuten. In der Ostwand belichten drei große kreisrunde bunt verglaste „Ochsenaugen“ den Raum direkt.
Der Saal war auch Grablege der fürstlichen Förderer des Klosters aus dem Geschlecht der Babenberger. Neun einfache Grabplatten sind noch im Boden vorhanden. Für Herzog Friedrich II., den Streitbaren (1211–1246), den letzten Babenberger, der Österreich regierte, ein großzügiger Förderer des Stiftes, wurde ein Hochgrab geschaffen.
Auf den barocken Fresken werden die im Kapitelsaal begrabenen Personen dargestellt.

### Fraterie

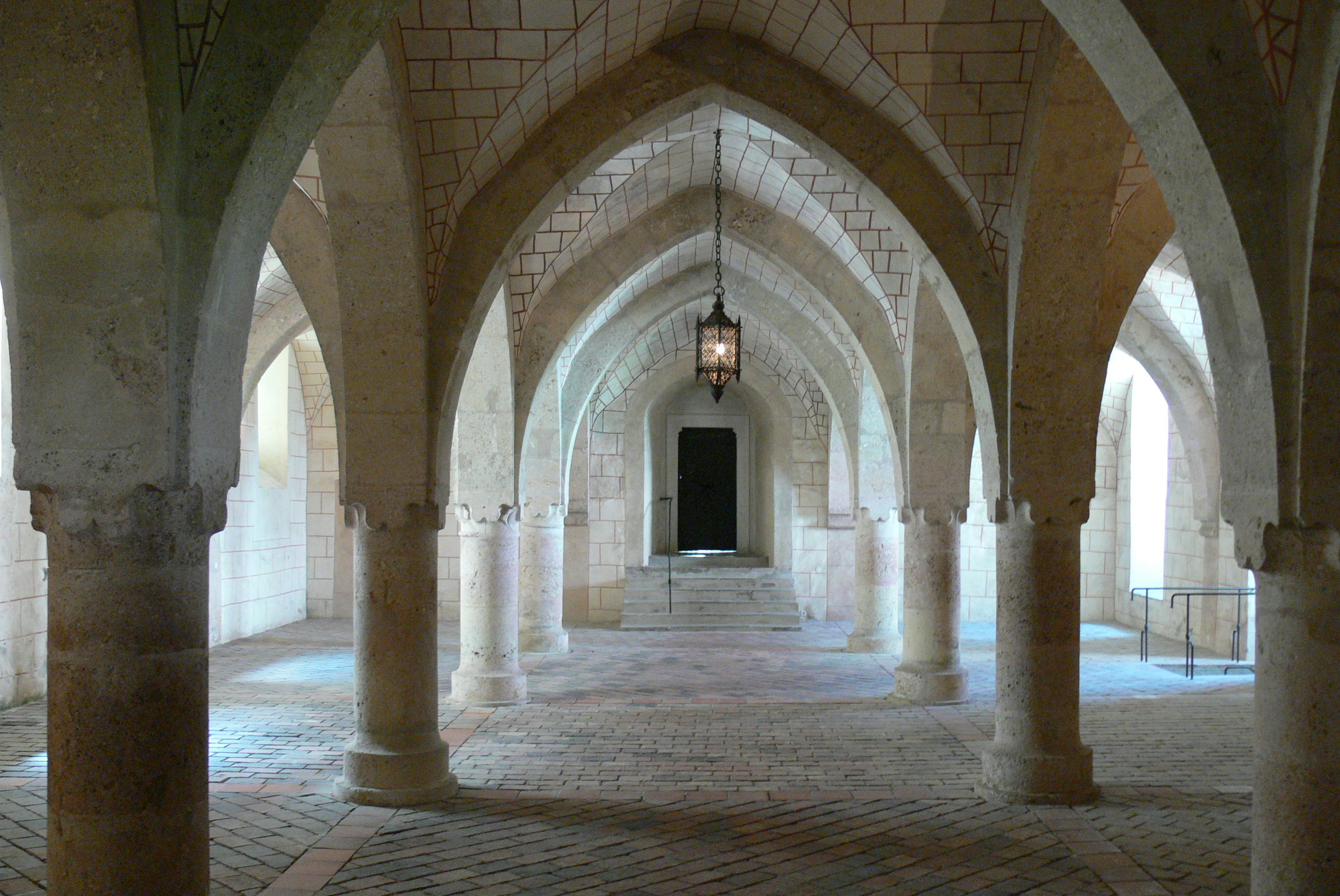
Fraterie

Die Fraterie war der Arbeitsraum der Fratres, der „Brüder“. Es gibt einen Zugang vom Kreuzgang und zwei von anderen Bauteilen. Der Raum war sicher ursprünglich für die unterschiedlichen Arten von Werkstätten unterteilt, so zum Beispiel für die Schusterei, Schneiderei, Tischlerei und andere. Neben der „Werkstatt“ lag das Skriptorium, die Schreibstube. In diesem wichtigen Raum schrieben die Mönche Bücher von Hand oder kopierten sie. Er war der einzige beheizte Raum des Klosters. Erst 1992 entdeckte man das über eine Stiege begehbare Kalefaktorium, den Heizraum.
Die Fraterie umfasst immerhin 3 × 6, also achtzehn quadratische Joche, die von breiten rechteckigen Gurten mit angespitzten Bögen in Längs- und Querrichtung unterteilt sind. An den Wänden übertragen die fast senkrechten Bogenenden die Lasten ohne Konsolvorsprünge in das Mauerwerk. Insgesamt zehn Stützen, die meisten rund, tragen die übrigen Bogenenden mit profilierten Kämpfern und Basen. Die Joche selbst werden von Kreuzgratgewölben (ohne Rippen) überdeckt. Auch hier sind Bezüge zur Romanik zu erkennen.

### Bernardikapelle
Heute ist sie die Winterkapelle für den Konvent; in den meisten Jahren wird sie vor allem von Allerheiligen bis Ostern verwendet. Ihre innere Länge beträgt 20,2 Meter, sie ist 7,3 m breit. Ihre Höhe ist wegen Aufschüttungen des Fußbodens schwer festzulegen, doch ergeben die Proportionen allgemein eine Relation von 1:2:3. Die Fenstergiebel reichen bis zur Höhe der Schlusssteine. Das Gewölbe des Langhauses ist sechsteilig. Je sechs Diagonalrippen vereinigen sich in den zwei Schlusssteinen. Der Chorabschluss hat ein sechsteiliges Sterngewölbe, auch hier vereinigen sich sechs Rippen in einem Schlussstein.

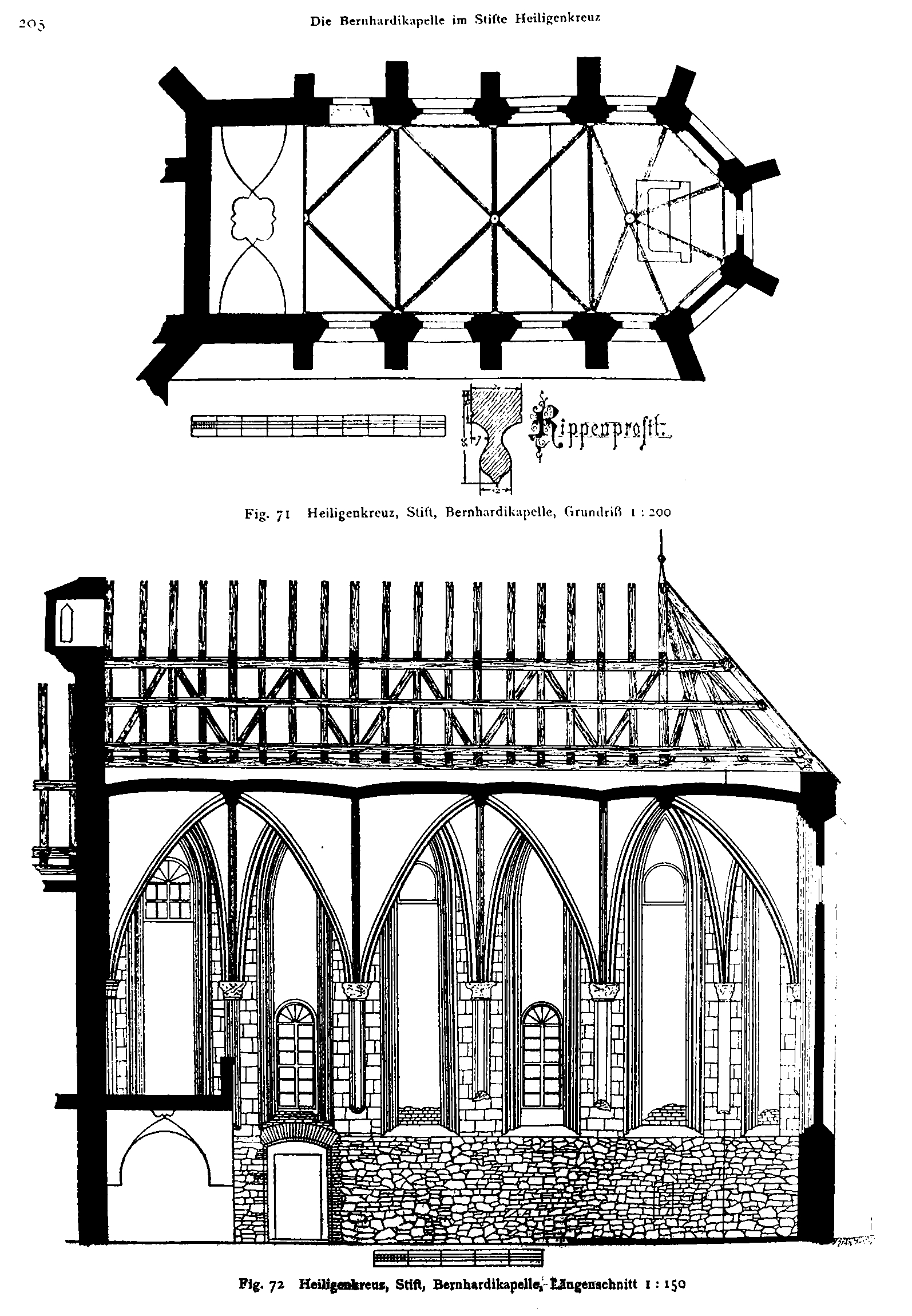
Grundriss und Seitenansicht der Bernardikapelle

Die Kapelle ist der letzte wesentliche Bau, der in Heiligenkreuz im Mittelalter errichtet wurde. Keine präzisen Angaben können zu den Baujahren gemacht werden, doch lässt ein Vermerk aus der Continuatio Vindobonensis auf ca. 1290 schließen. Ursprünglich war sie zu Ehren des hl. Erasmus von Antiochia geweiht und wurde als Infirmerie verwendet oder schloss sich an die Infirmerie im ersten Stock des westlich benachbarten Gebäudes an. An der Nordseite des Chores stand im Mittelalter ein Sakramentshäuschen, das das 19. Jahrhundert aber nicht überlebte. An der Südseite war bis ins 20. Jahrhundert ein barockisiertes Portal.
Durch einen Brand am 21. Dezember 1910 wurde der Chorabschluss freigelegt. Weil die Kapelle jahrzehntelang als Heiliges Grab gedient hatte, war der Chorabschluss durch ein bühnenähnliches Gerüst verbaut. Daraufhin wurde die Kapelle immer mehr für das Stundengebet und die Feier der Heiligen Messe verwendet; Abt Karl Braunstorfer machte sie zur geheizten Winterkapelle und ließ sie mit Glasfenstern von Margret Bilger ausstatten; die 13 Fenster entstanden in den Jahren 1963 und 1964, sie stellen Glaubensfeste Im Kirchenjahr dar, z. B. Passion, Ostern, Himmelfahrt, Pfingsten, Weihnachten, und gelten als Hauptwerk der oberösterreichischen Künstlerin. Bald nach der Vollendung dieses Auftrags konvertierte Bilger zum Katholizismus.
Der Außenbau ist von der Einfachheit der Zisterzienser geprägt. Ein massiver Sockel zieht sich um die abwechselnd starken und schwachen Pfeiler sowie um die Kapellenmauer herum. Die Fensterschrägung ist glatt, ohne Profilierung. Ein Erker am Giebel der Westseite, in dem eine Bernhardsstatue steht, dürfte ursprünglich eine Glockennische als Ersatz für die bei den Zisterziensern im Mittelalter verbotenen Glockentürme gewesen sein.
Das Baumaterial unterscheidet sich von dem aller übrigen Bauten des Stiftes. Statt Siegenfelderstein wurde zum größten Teil Leithasandstein verwendet; dieser stammt vermutlich von Kaisersteinbruch.

### Totenkapelle

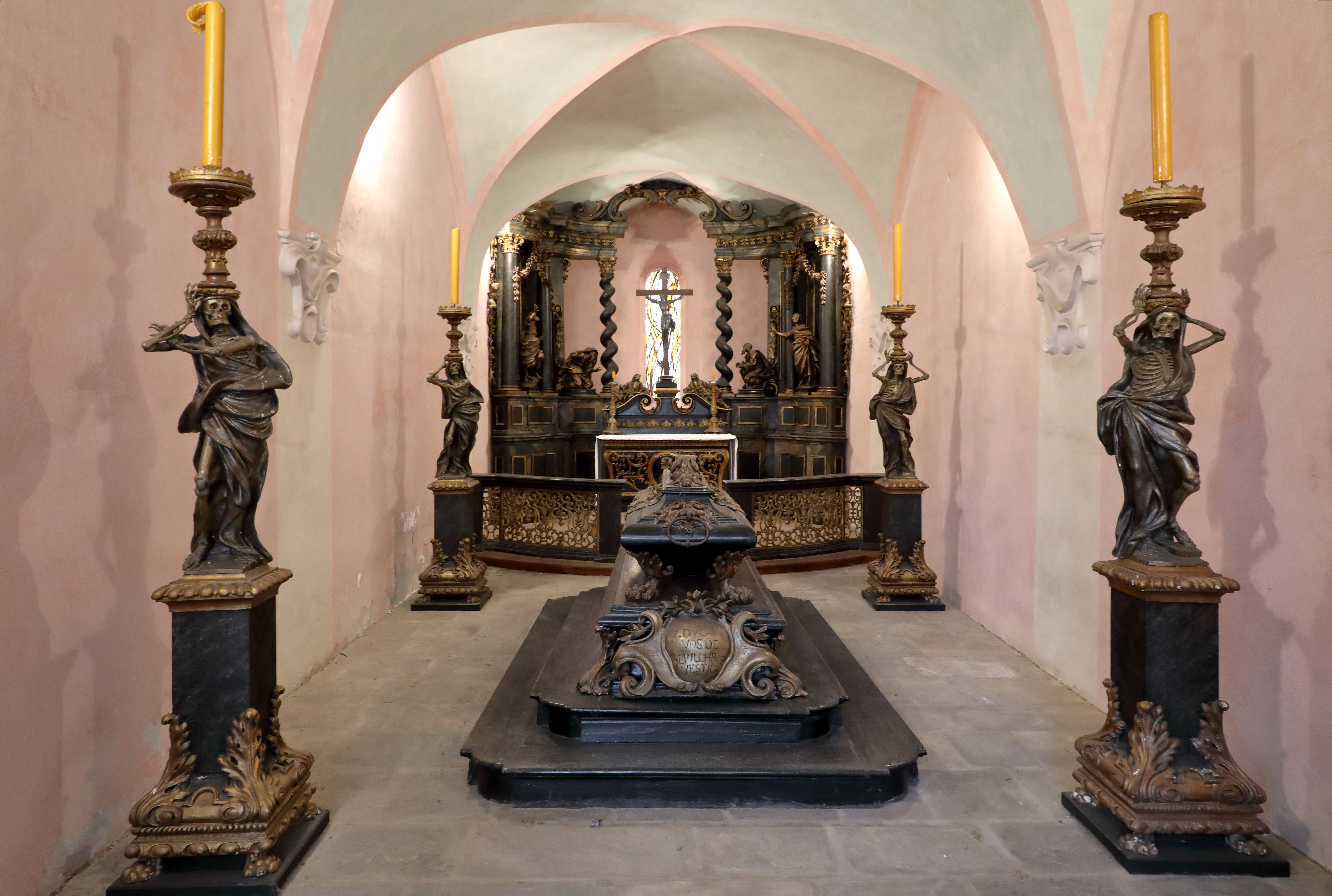
Totenkapelle

Die Totenkapelle zwischen dem Kapitelsaal und der Fraterie war im Mittelalter vermutlich das „Parlatorium“, der einzige Raum, in dem die Mönche in einem Haus des allgemeinen Schweigens sprechen durften. Seit 1713 ist der schmale Raum aus drei Jochen, mit Kreuzgratgewölben überdeckt, als Totenkapelle in Verwendung. Die künstlerische Gestaltung lag in der Verantwortung von Giovanni Giuliani. Tanzende Skelette leuchten (als Kerzenträger) dem verstorbenen Mitbruder, der in der Mitte der Kapelle aufgebahrt wird, den Weg in die Ewigkeit.

### Annakapelle

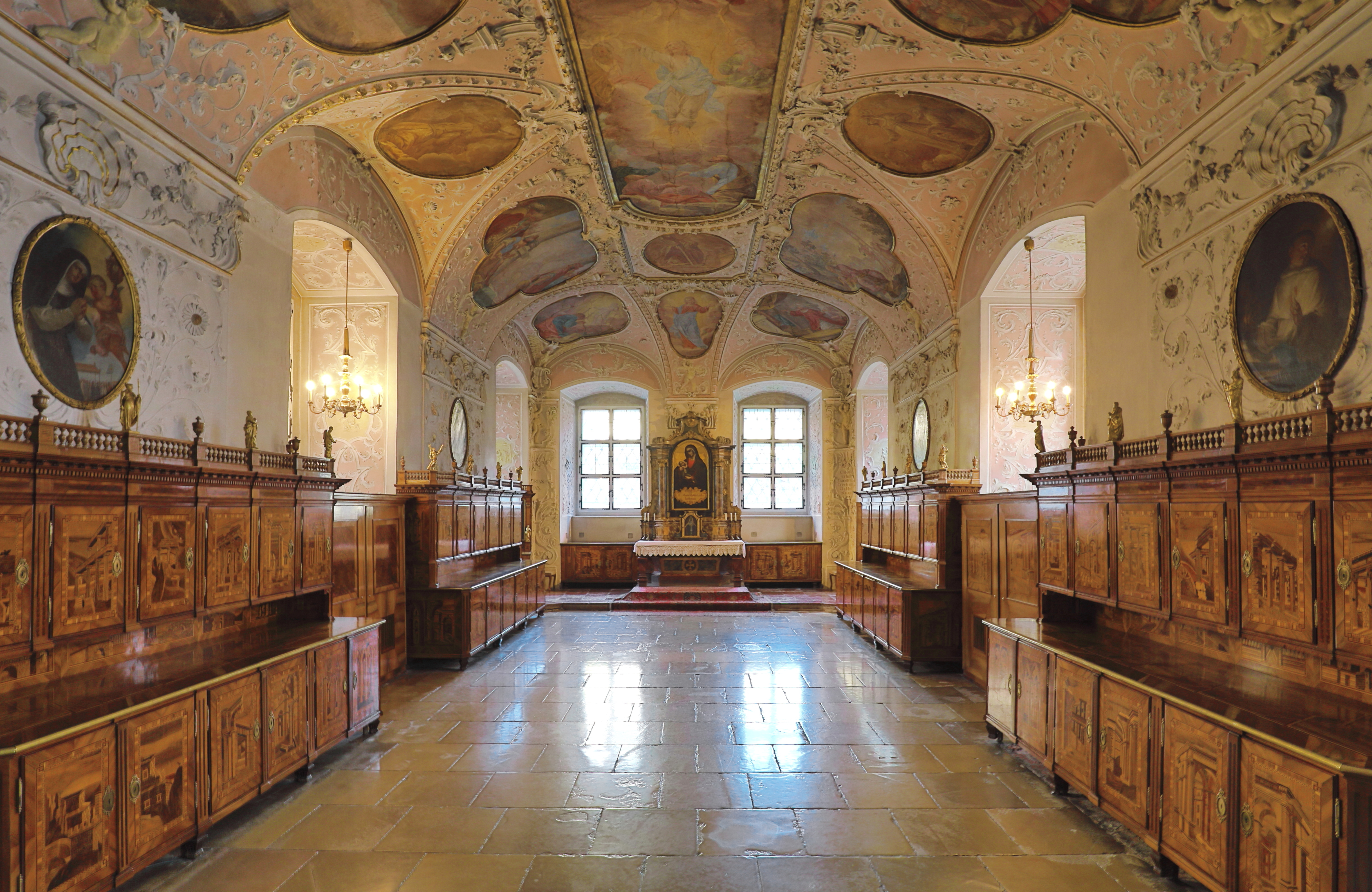
Sakristei mit Deckenfresken von Carpoforo Tencalla

In der gleichen Zeit wie die Totenkapelle wurde auch die Annakapelle, zwischen dem Hallenchor der Kirche und dem Kapitelsaal, fertiggestellt. Dort war im Mittelalter die Büchersammlung des Konventes, die geistliche Waffenkammer, daher Armarium genannt.

### Sakristei
Die Sakristei wurde im 17. Jahrhundert an der südöstlichen Ecke des gotischen Hallenchors angefügt. Der rechteckige Raum mit großen Fenstern auf drei Seiten besitzt eine vielfach gegliederte Stuckdecke, in Form eines Spiegelgewölbes. Vor den Fenstern unterbrechen kleine Stichkappen die vorgenannten Wölbungen. Die Sakristei präsentiert hochwertige Rokokofresken.

### Alte Pforte
Die „Alte Pforte“ ist ein kleiner Raum über den im Mittelalter man unmittelbar von draußen in die Südwestecke des Kreuzgangs gelangen konnte. Ein Mönch ließ hier bis in die 1970er Jahre die Ankommenden in das Kloster ein. Die barocken Fresken zeigen die Gottesmutter Maria, den heiligen Benedikt (in schwarzer Kutte) und den heiligen Bernhard (in weißer Kutte). Die Eintretenden stellen sich symbolisch unter den Schutz dieser Heiligen.

### Hornturm mit Glockenspiel

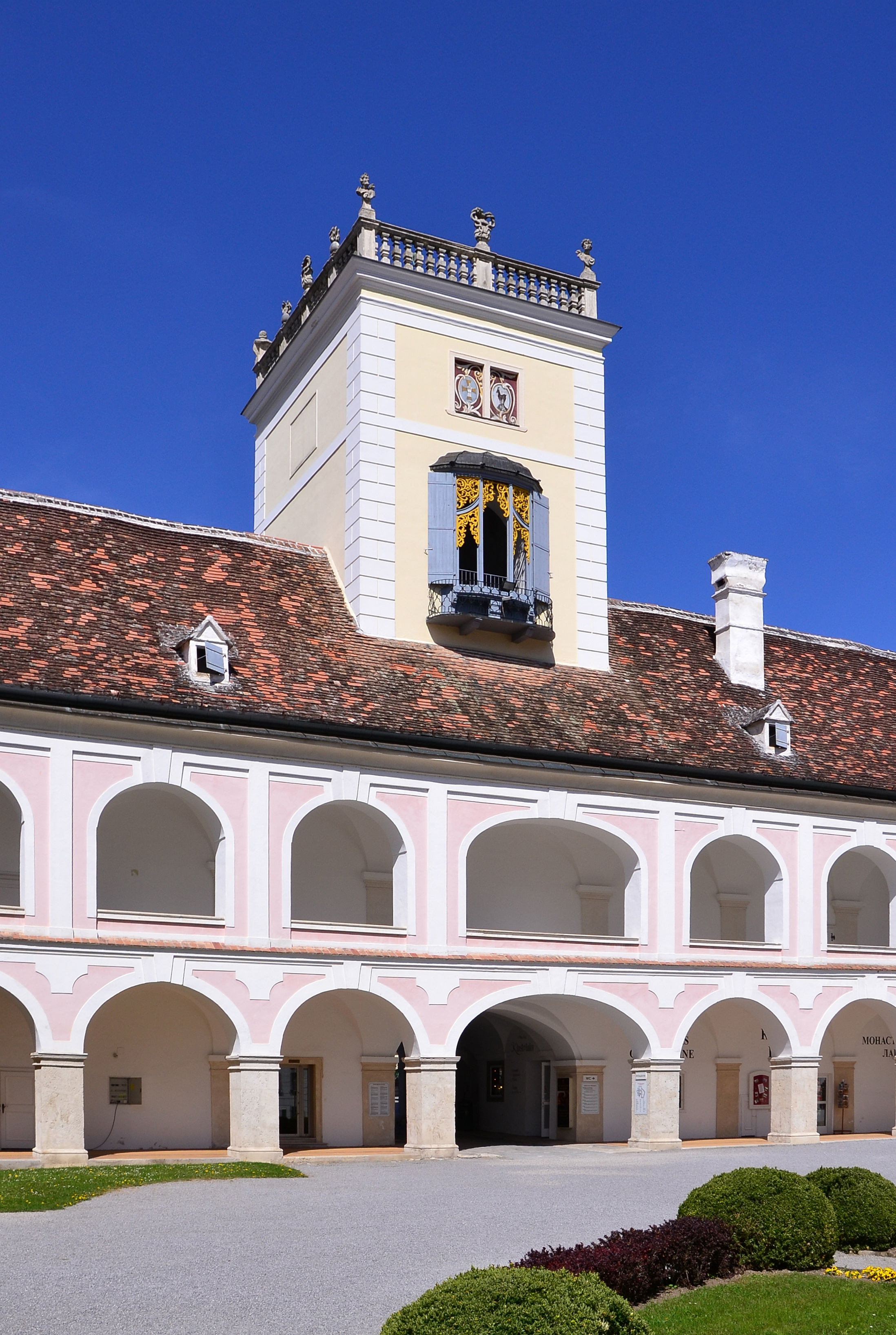
Hornturm

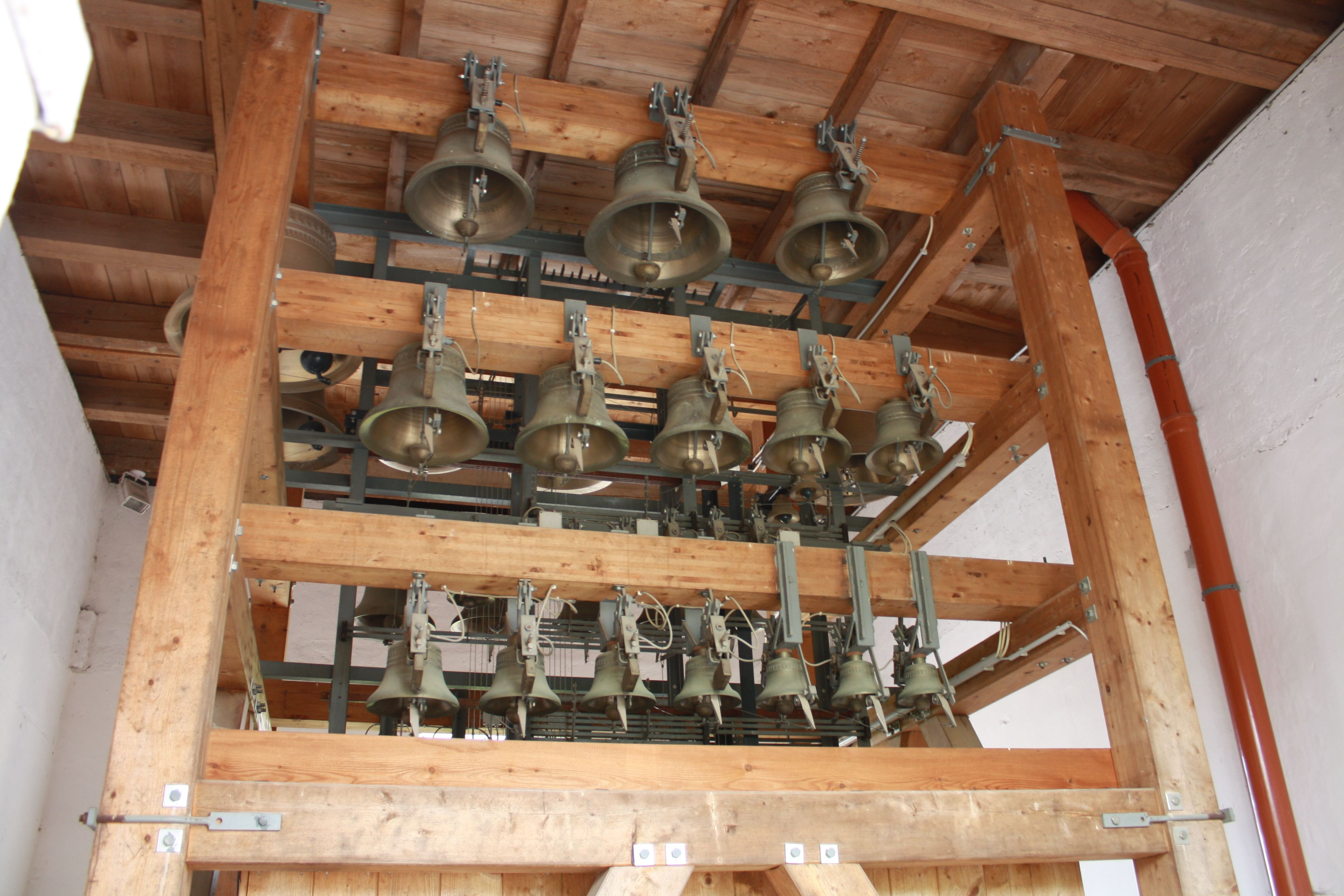
Glockenspiel im Hornturm

Im barocken Hornturm über dem Eingangstor des Stiftshofes befindet sich das Glockenspiel des Stiftes. Mit 43 Glocken ist es nach dem Glockenspiel im Innsbrucker Dom das zweitgrößte Carillon Österreichs. Es hat einen Tonumfang von mehr als 3 Oktaven. Gegossen wurden die Glocken 1982 von der Glockengießerei „Koninklijke Eijsbouts“ aus Asten in den Niederlanden. Die Glocken können mittels einer Stock-Klaviatur bespielt werden, und auch über eine Computeranlage. Das ganze Jahr hindurch erklingt zehn Minuten vor dem Stundenschlag ein Kirchenlied, das der liturgischen Jahreszeit (Advent/Ostern/Marienmonat Mai usw.) entspricht.
Seinen Namen hat der Turm aus der Zeit, als sich dort ein barockes Hornwerk aus dem Jahr 1720 befand. Es handelte sich dabei um eine Orgel, deren Klang weithin zu vernehmen war. Das Instrument war als ein Doppelwerk gebaut, deren Prospekte an der Süd- und Nordseite des Turmes durch Türen vor Witterungseinflüssen geschützt wurden. Beide Werke waren identisch disponiert und hatten jeweils 15 Register (273 Pfeifen: Prinzipal 16′, Oktavbass 8′, Gedeckt 8′, Quintbass 5 1⁄3′, Oktav 4′, Flöte 4′, Quint 2 2⁄3′, Oktav 2′, Quint 1 1⁄3′, Oktav 1′, Mixtur 4′, Mixtur 2′, Posaune 16′, Trompete 8′, Fagott 8′). Zwischen den beiden Werken lag eine Balgkammer mit insgesamt neun Schöpfbälgen, die von drei Männern bedient wurden. Das Hornwerk (kurz: das Horn) erklang in der Regel zum Geläut der Glocken.
Das Hornwerk war im Lauf der Jahrhunderte völlig verkommen und da es als irreparabel galt, wurde es schließlich unter Abt Franz Gaumannmüller (1969–1983) entfernt.

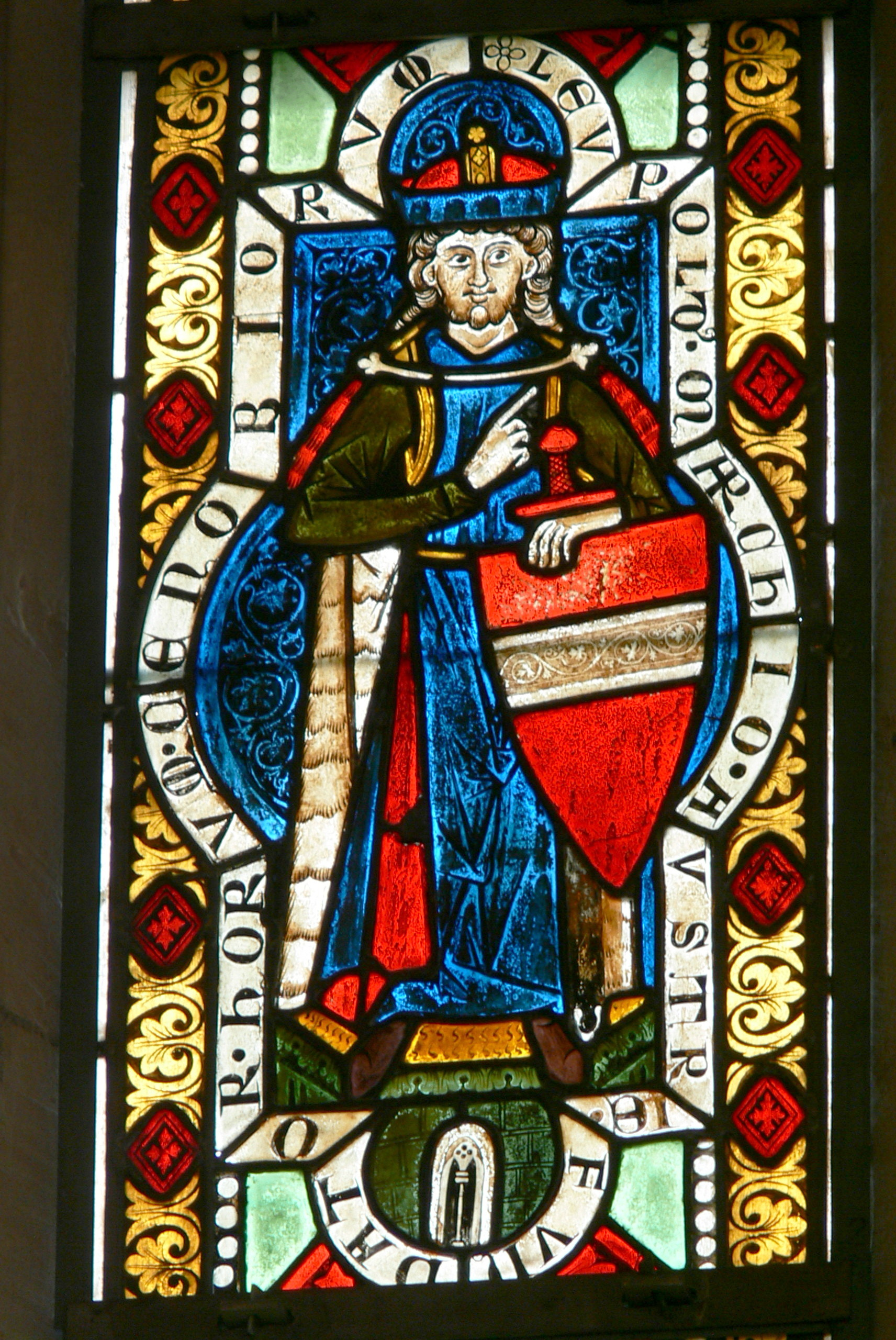
Fenster (1290) mit Darstellung des heiligen Leopold im Brunnenhaus

### Kreuzkirche
Die moderne Kreuzkirche schließt auf der Nordseite des Querhauses und des Glockenturms an. Sie wurde im Jahr 1982 errichtet und birgt eine kostbare Kreuzreliquie. Ihr Grundriss hat die Form eines lateinischen Kreuzes, dessen nach Westen weisender Kreuzstamm wie eine Apsis gerundet ist. Im Jahr 2023 wurde die Kreuzkirche generalsaniert und mit Gemälden vom Maler Clemens Maria Fuchs, dem Enkel des Malers Ernst Fuchs, ausgestattet.

### Brunnenhaus
Das Brunnenhaus im Kreuzgang, unmittelbar neben der Südgalerie, war im Mittelalter die einzige Trinkwasserquelle des Klosters. Der 1295 fertiggestellte hochgotische neuneckige Raum vermittelt den Eindruck einer prächtigen Kapelle, mit den gotischen Fenstern aus farbenprächtigen Glasscheiben, auf denen die Familie der Babenberger dargestellt ist, mit dem Schlussstein des Rippengewölbes, der den thronenden Christus präsentiert (das Original aus Eichenholz ist im Museum ausgestellt), und letztlich mit dem pyramidenförmigen Renaissancebrunnen aus Blei. Diese derart ästhetische Ausgestaltung eines profanen Raums mit der Funktion als Wasserstelle und Waschküche, verwundert zunächst. Dafür gibt es aber theologische Gründe. Die prachtvolle sakrale Raumgestaltung sollte die Mönche daran erinnern, dass auch gewöhnliche Alltagsbeschäftigungen im Angesicht Christi (Schlussstein) geschehen und dass sie stets mit allem und überall Gott dienen.

### Stiftshof

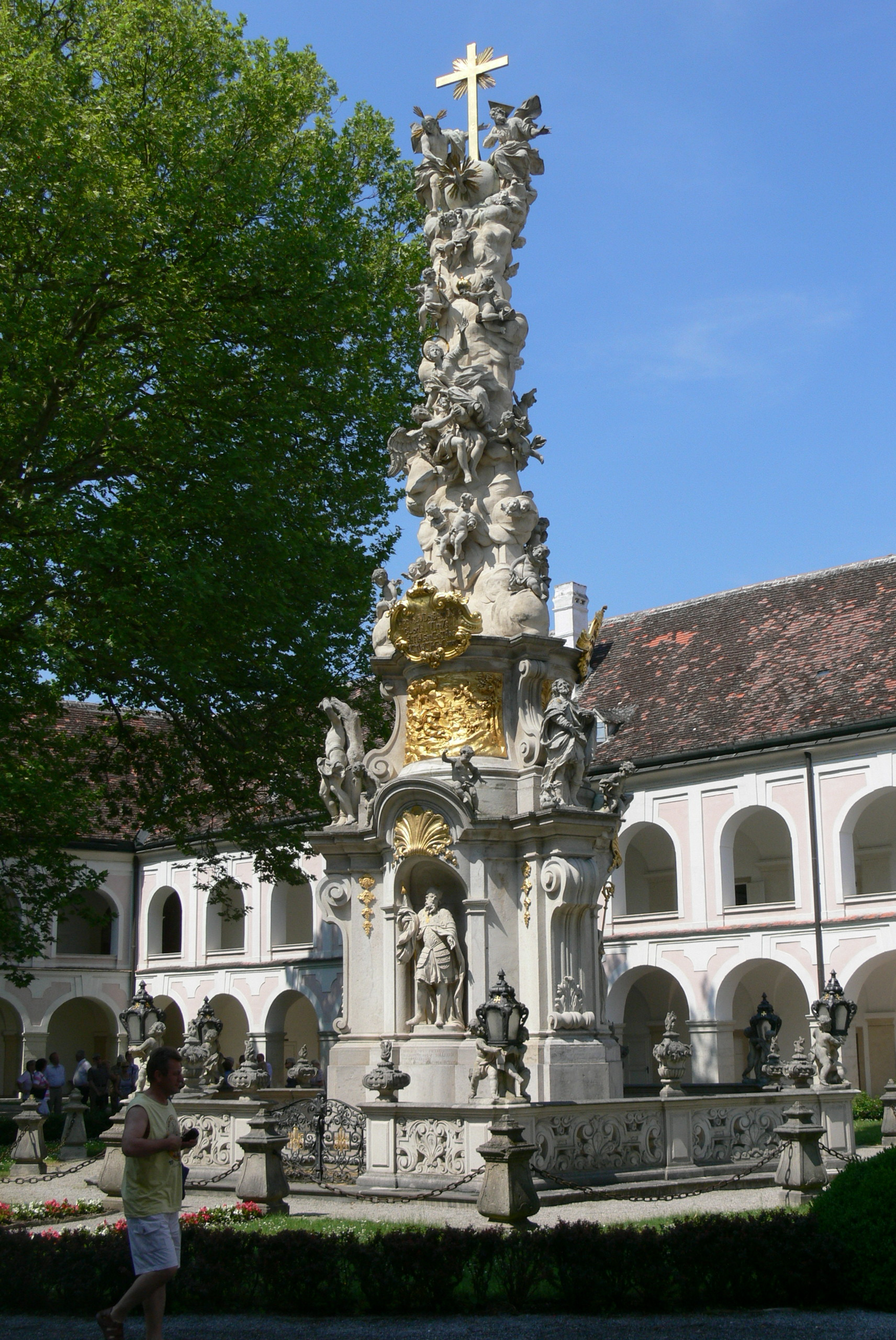
Dreifaltigkeitssäule im Stiftshof

Westlich der mittelalterlichen Klostergebäude mit der Fassade der Stiftskirche und den Eingängen zur Kirche und zum Klosterbereich erstreckt sich der große polygonale Stiftshof. Neben den vorgenannten zweigeschoßigen Gebäuden, ausgenommen der Fassade, wird er von jüngeren zweigeschoßigen Klostergebäuden im Stil des Barock umschlossen, die gegen Ende des 17. Jahrhunderts zur Benutzung freigegeben wurden. Auf der kürzesten nördlichen Seite des Hofs befindet sich das große rundbogige Eingangsportal, über dem ein fünf Geschoße hoher Turm aufragt, mit einer aufwändig gestalteten Barockfassade aus Kaiserstein, und der von einer Terrasse bekrönt wird, mit einer kunstvollen Balustrade. Die äußeren Ecken des Gebäudes sind bestückt mit kreisrunden Türmchen, die teilweise erst über dem Erdgeschoß beginnen und mit den Spitzen ihrer zwiebelförmigen Barockdächer in Höhe der Gebäudefirste enden. Sie gleichen den so genannten „Pfefferbüchsen“ in der historischen Festungsarchitektur. Auf drei Hofinnenseiten sind im Erdgeschoß und im Obergeschoß durchlaufende Arkadengänge mit Kreuzgewölben angelegt.
Der Stiftshof beherbergt in seiner Mitte die Dreifaltigkeitssäule (eine so genannte „Pestsäule“), geschaffen von Bildhauer Giovanni Giuliani, von Hof-Steinmetzmeister Elias Hügel, aus Steinen von Kaisersteinbruch, Eggenburg und von Meister Johann Georg Deprunner aus Loretto mit dem Lorettokalk, sowie den Josefsbrunnen, Steinmetz Joseph Winkler, beide aus der ersten Hälfte des 18. Jahrhunderts.

### Konventgebäude
Im Süden des Kreuzgangs und der Fraterie schließt sich ein umfangreiches jüngeres Konventgebäude an, das Mitte des 16. Jahrhunderts fertiggestellt wurde. Es handelt sich um den Wohnbereich der Mönche. Ähnlich dem mittelalterlichen Kreuzgang umschließen zweigeschoßige Gebäude einen quadratischen Innenhof.
Das Bild zeigt den Blick von Süden (Badener Straße); links ist das jüngere Konventgebäude, rechts die Fassade zur Stiftsbibliothek, im Hintergrund ist der Kirchturm sichtbar. Der Wasserkörper im Vorfeld ist der Löschwasserteich.

### Rekreationszimmer

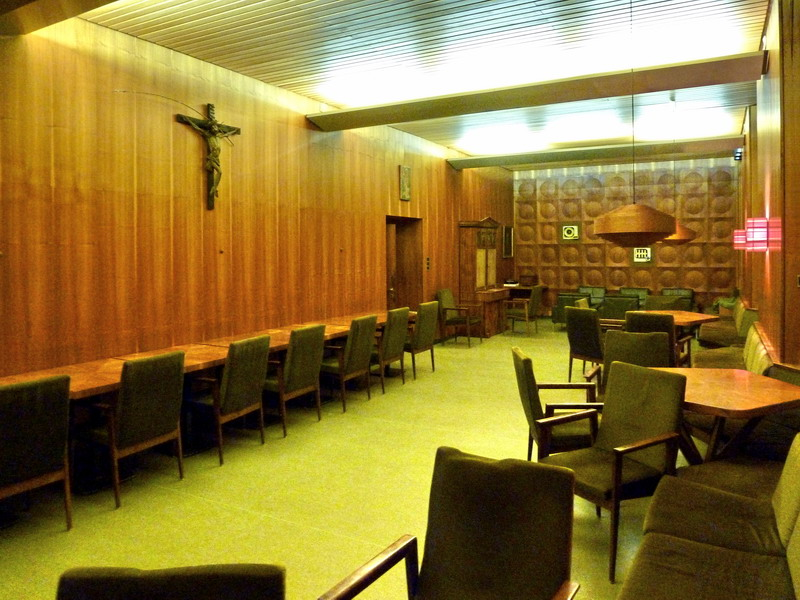
Rekreationszimmer im Klausurbereich

Das Rekreationszimmer ist ein seltenes Beispiel zeitgenössischer Architektur im Klausurbereich des Stiftes. Es liegt auf der Westseite des Ganges, der sich von der Fraterie in Richtung Baden erstreckt, und ist nicht allgemein zugänglich. Der Wiener Architekt Hans Pfann (1890–1973) entwarf den Raum, der am Heiligen Abend im Jahr 1972 vom Auftraggeber Abt Franz Gaumannmüller eingeweiht wurde. Vor 1939 waren an dem Gang das Rekreationszimmer der Laienbrüder, eine Kammer für Angestellte und die Schneiderei untergebracht. Von 1957 bis 1972 war dort die Kapelle für Exerzitienkurse.
Pfann erhielt immer wieder seit dem Jahr 1952 Heiligenkreuzer Aufträge. Er galt als konservativer Architekt (das Spielcasino in Baden, die Heilstätte in Grimmenstein und der Umbau des Musikvereinsgebäudes im Jahr 1938 sind seine bekanntesten Werke) und genoss in Fachkreisen wegen seines Wissens zur Geschichte und Theorie der Architektur hohes Ansehen. Er blieb bis zu seinem Tod mit dem Stift verbunden; trotz seines evangelischen Bekenntnisses gehörten die Heiligenkreuzer Aufträge zu seinen Lieblingsarbeiten.
Die Wandvertäfelung und Möblierung sind aus Nussbaumholz und wurden von Mitarbeitern der Stiftstischlerei gefertigt, die Keramikplatten an der Südwand wurden von Gaumannmüller in italienischen Galerien erworben.

## Steinbrüche am Leithagebirge

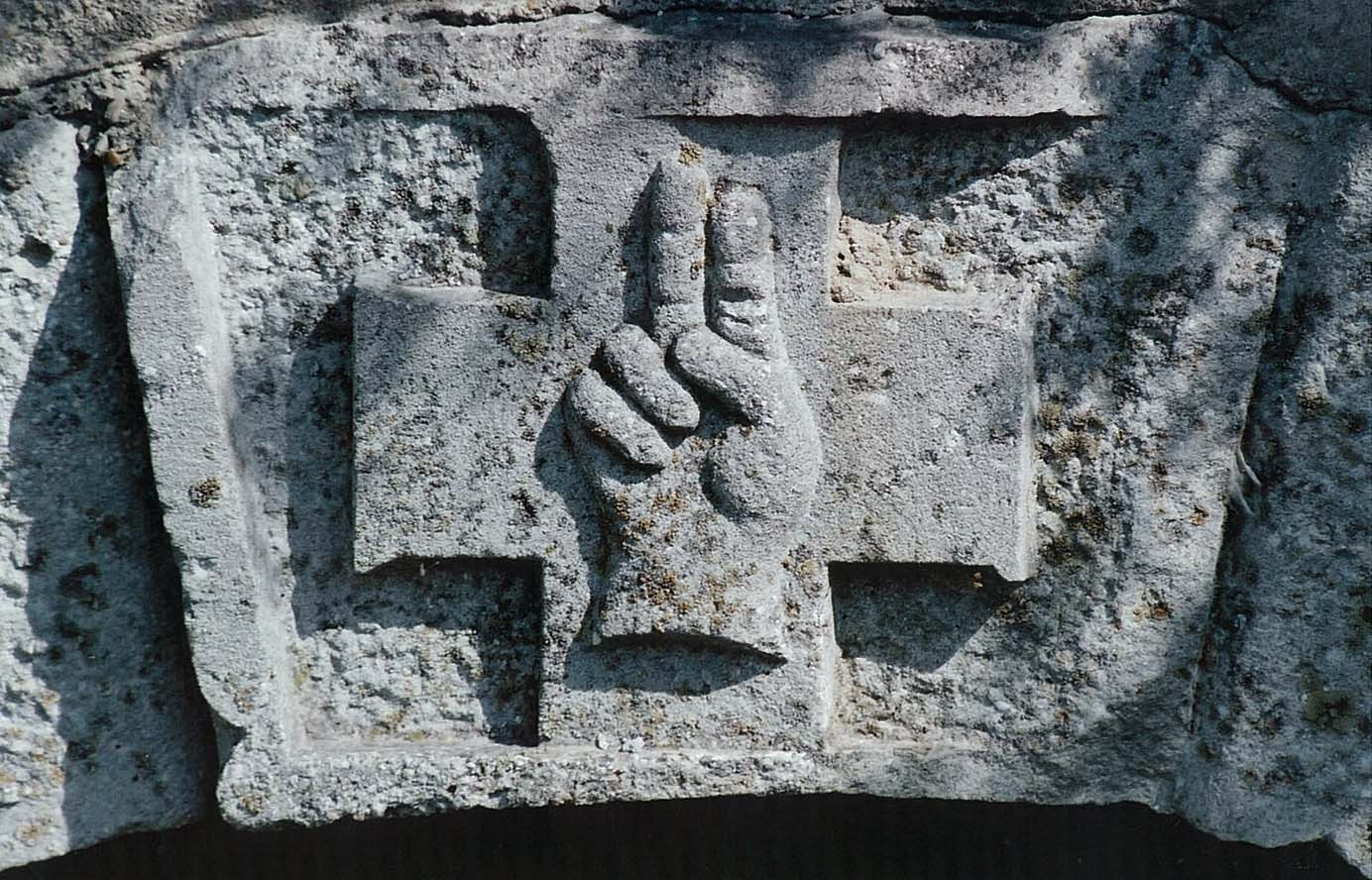
Schwurhand der Zisterzienser von Heiligenkreuz, Schlussstein des Portals zum ehem. Kaisersteinbrucher Pfarrhof

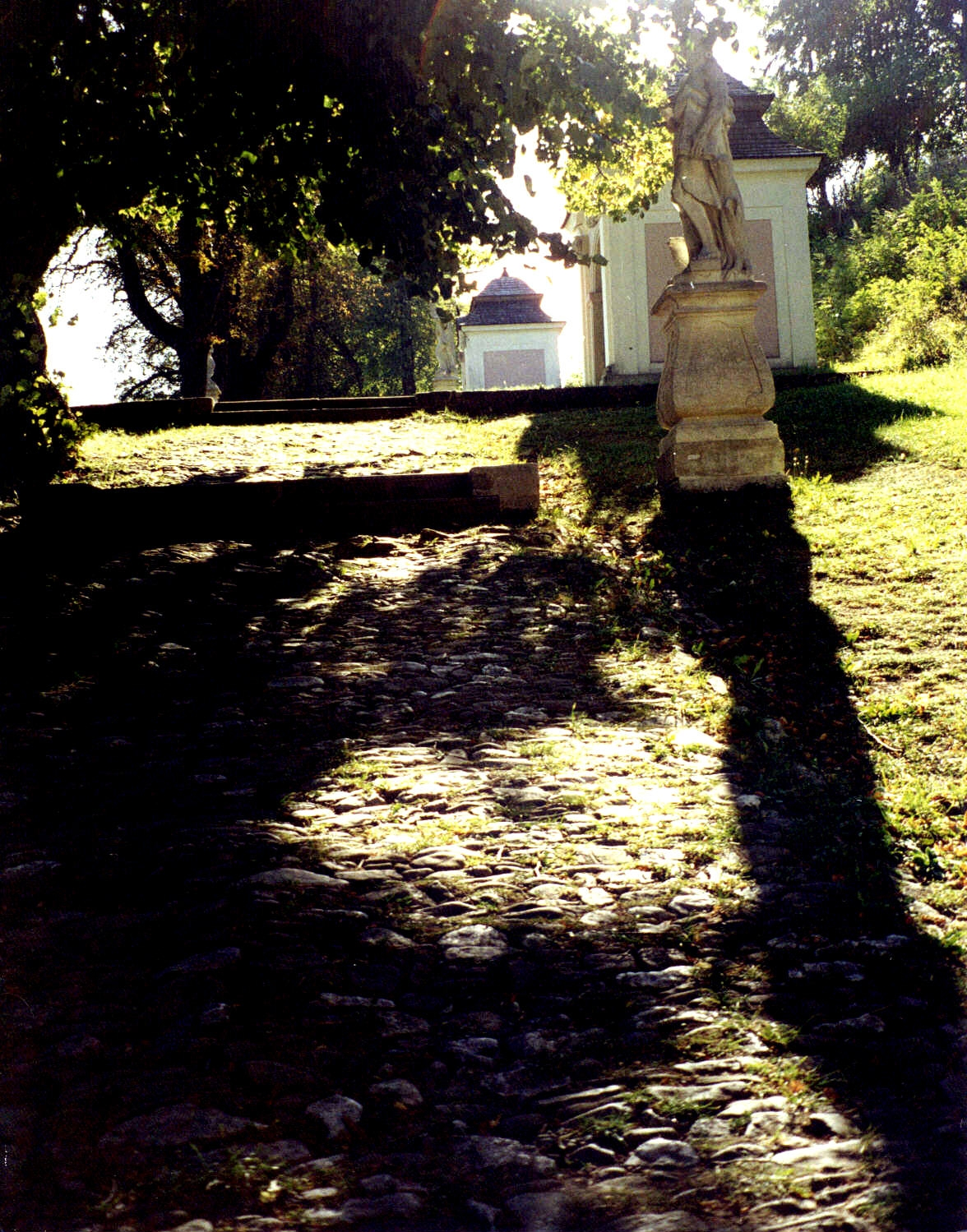
Kreuzstraße aus Kaisersteinbrucher Steinen und Schotter

Das Stift verfügte durch eine königliche Schenkung im Jahr 1203 über große Steinbrüche am Leithagebirge, die zu Ungarn an der Grenze zu Österreich gehörten. Damals wurde in allen Dokumenten des Stiftes die Siedlung als Heiligenkreuzer Steinbruch geführt, aber in sämtlichen weltlichen Archiven als „kaiserlicher Steinbruch“, oder „Kaiser-Steinbruch“. Im 19. Jahrhundert gab die Herrschaft die Kurzbezeichnung „Steinbruch“ vor.
In der Kaiserstadt Wien wurde damals der Stein mit der Markenbezeichnung Kaiserstein geschätzt, der auch in den Bauten des Stifts oft verwendet wurde, so zum Beispiel beim Hauptportal zum Stiftshof, der Dreifaltigkeitssäule, beim Josefsbrunnen, beim Brunnen im Gasthausgarten, dem Wiener Tor. Weiters für Steinplatten im Kreuzgang, im Brunnenhaus, im linken Seitenschiff der Stiftskirche, als Stufenstein für viele Stiegen und für die großen Steinportale im Stift. Für Figurenschmuck bezog das Stift den „Bildhauerstein“, den Zogelsdorfer Stein aus den Steinbrüchen um Eggenburg.
In der Nähe der Kapellenruine auf der Klosterwiese westlich Kaisersteinbruch leitete der Archäologe und Oberst Maximillian Groller von Mildensee 1903 im Auftrag des Altertumsvereines „Carnuntum“ Ausgrabungen, die bestätigten, dass sich hier Wohnräume der Zisterzienser befunden haben.
Am 31. Oktober 1912 verkaufte das Stift unter Abt Gregor Pöck das Gebiet der Steinbrüche dem k.u.k. Kriegsministerium. Diese Verhandlungen fanden ohne Kenntnis und Mitwirkung der Kaisersteinbrucher Bewohner statt, die Akten im Kriegsarchiv bezeugen das. Das Stift erhielt 3.500.000 Kronen und steirische Waldgebiete mit 11.700 Hektar. Die Forderungen des Brucker Lagers nach mehr Übungsgelände waren erfüllt. Damit begann die militärische Geschichte Kaisersteinbruchs, die 1938 bis zur vollständigen Absiedlung führte.

## Kloster als Wirtschaftsbetrieb
Wie für alle Klöster des Mittelalters erhielt Heiligenkreuz ein Stiftungsvermögen von den Gründern und weitere Schenkungen im Laufe der Jahrhunderte; durch die Annahme verpflichtete sich der Konvent, für die verstorbenen Wohltäter zu beten und sie gegebenenfalls im klösterlichen Areal, zum Beispiel im Kreuzgang, zu bestatten. Die Verwaltung dieser Schenkungen erstreckt sich bis heute. Spenden sind nach wie vor eine wichtige Einnahmequelle.

### Grundbesitz
Laut dem Wirtschaftsblatt besitzt Stift Heiligenkreuz heute 19.000 ha Grund und ist damit der zweitgrößte kirchliche Großgrundbesitzer in Österreich.
Das Kloster hatte im Jahr 1286 Städthöfe in Bruck an der Leitha, Wien, Wiener Neustadt und Marchegg.
Die wichtigsten Gründe des Stiftes in der Frühen Neuzeit waren im Viertel unter dem Manhartsberg (u. a. Stiftsherrschaft Niederleis, 1651 – 1867) und im Viertel unter dem Wienerwald. Mit der Übernahme des Neuklosters 1881 kam auch der Grundbesitz des Wiener Neustädter Klosters in den Besitz von Heiligenkreuz.
Dem Stift gehört seit 1913 das Schloss Wasserberg bei Knittelfeld, Steiermark.

### Betriebe
Zum Klosterbetrieb gehörte bis Ende 2016 ein Sägewerk, das über Jahre keinen Gewinn erwirtschaften konnte und nach knapp 70-jährigem Bestehen stillgelegt wurde. Im Forst wird seit den 2000er Jahren vom Niederösterreichischen Waldverband der Landwirtschaftskammer eine Holzversteigerung durchgeführt, bei der Edelhölzer zu Spitzenpreisen versteigert werden. Dem Sägewerk angeschlossen ist seit 1983 eine Biomasseanlage mit Fernheizwerk, mit dem Teile von Heiligenkreuz beheizt werden. Es ist dies das älteste Biomasseheizwerk in Niederösterreich.
Ein weiterer dazugehöriger Betrieb ist das Stiftsweingut Freigut Thallern in Gumpoldskirchen.
Auch der Be&Be-Verlag und der Klosterladen Heiligenkreuz gehören zu den Wirtschaftsbetrieben des Stiftes.
Seit 2019 ist das Stift Heiligenkreuz Miteigentümer des Betriebs Klosterwald, der an sechs Standorten in Österreich, darunter auch in Heiligenkreuz, Naturbestattungen mit Urnen bei Bäumen anbietet.

## Bibliothek
Die Stifts- und Hochschulbibliothek Heiligenkreuz besitzt etwa 75.000 Titel, davon 34.100 historischer Bestand, mit 99 Inkunabeln und 500 Handschriften. Die Bibliothek besteht seit der Gründung des Stifts 1133. Die Hochschulbibliothek übernahm im Jahr 2013 die Bibliothek der ehemaligen Ordenshochschule Benediktbeuern mit 265.000 Bänden. Es wird eine eigene Buchbinderei und Restaurierungswerkstatt betrieben.

## Betreute Kirchen und Prioratsklöster

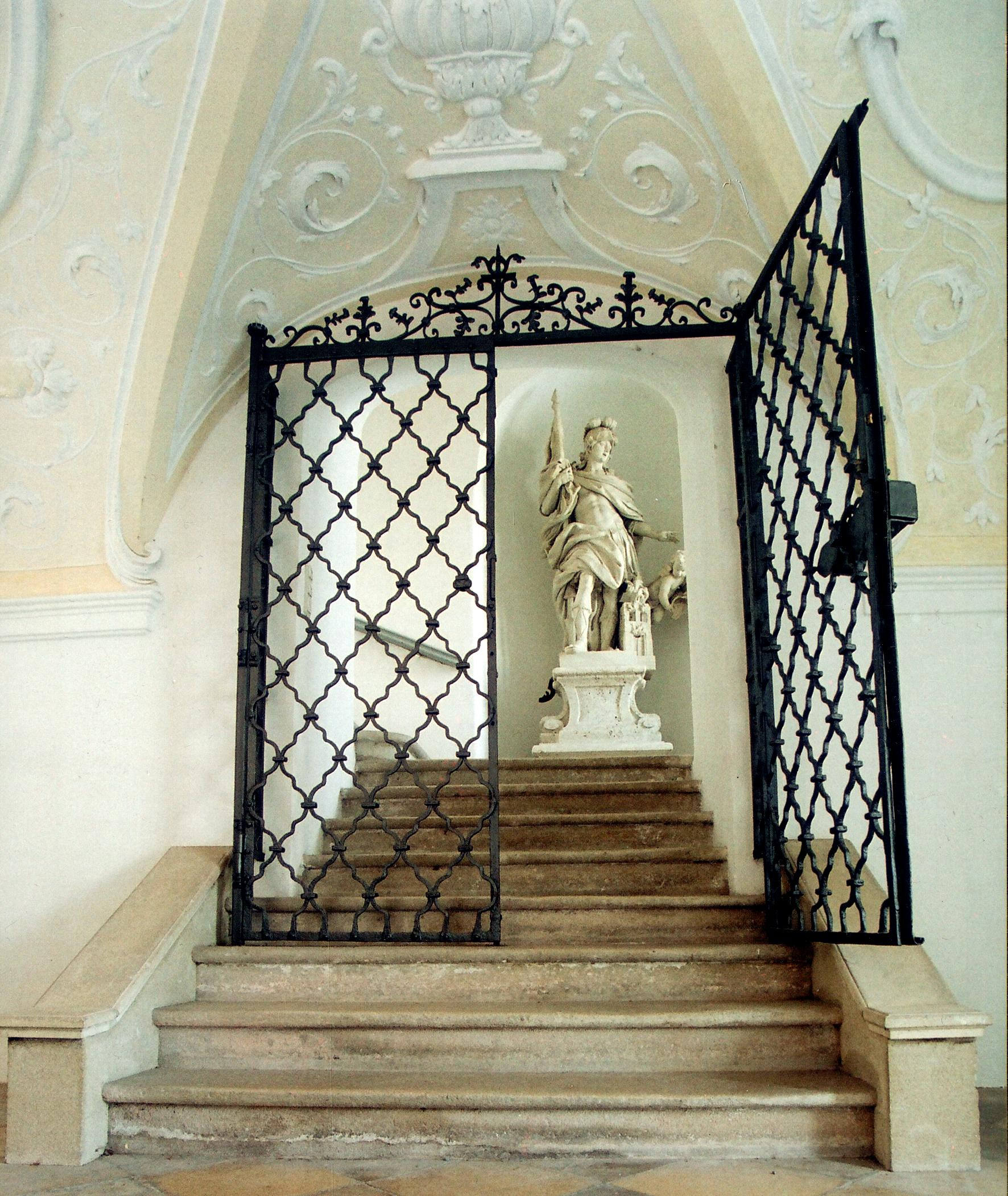
Vom Stiftshof zum Freigang die Kaiserstiege mit Stufen aus Kaiserstein

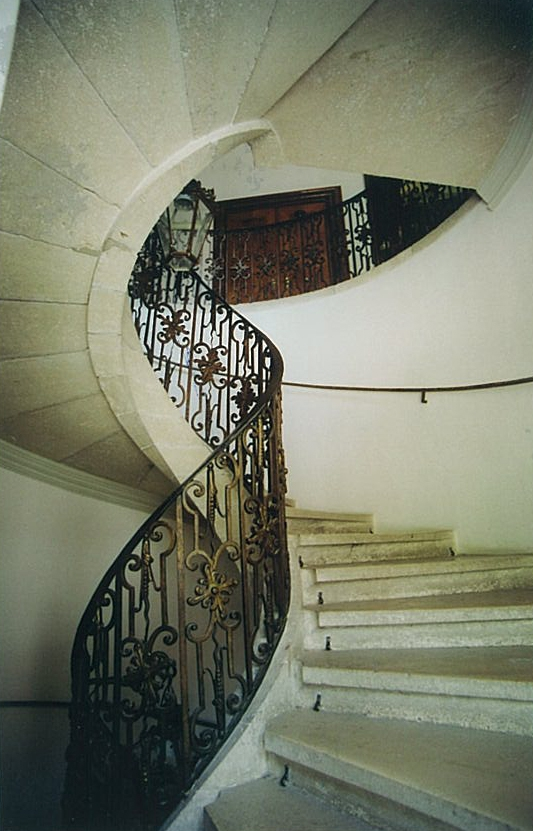
Von der Alten Pforte zur Prälatur führt diese barocke Schneckenstiege

Neben dem klösterlichen Leben wirken Heiligenkreuzer Patres in 18 Pfarren in drei Diözesen.
- In der Erzdiözese Wien
  - Stiftspfarrkirche und Priorat Stift Neukloster, Wiener Neustadt
  - Pfarrkirche Alland
    - Karmelitinnen Kloster Mayerling

  - Pfarrkirche Gaaden
    - Filialkirche Sparbach (Gemeinde Hinterbrühl)
    - Kapelle Seliger Otto von Freising in Untergaaden

  - Pfarre Stiftskirche Heiligenkreuz
    - Rektorat Filialkirche Siegenfeld
    - Rektorat Filialkirche Grub im Wienerwald

  - Pfarrkirche Maiersdorf, Gemeinde Hohe Wand
    - Kapelle Netting

  - Pfarr- und Wallfahrtskirche Unterhöflein
  - Pfarrkirche Maria Raisenmarkt
    - Filialkirche Schwarzensee, Gemeinde Weissenbach an der Triesting

  - Pfarrkirche St. Peter im Moos in Muthmannsdorf
    - Filialkirche Engelbertkirche Hohe Wand

  - Pfarrkirche Pfaffstätten
  - Pfarrkirche St. Lorenzen am Steinfeld
    - Kapelle Raglitz
    - Kapelle Mollram

  - Pfarrkirche St. Valentin-Landschach
    - Filialkirche Köttlach
    - Filialkirche Penk
    - Kapelle Hilzmannsdorf
    - Kapelle Putzmannsdorf (Stadtgemeinde Ternitz)

  - Pfarrkirche Sittendorf
    - Kapelle Dornbach

  - Pfarrkirche Sulz im Wienerwald
  - Pfarrkirche Trumau
    - Kapelle Schloss Trumau

  - Pfarrkirche Würflach

- In der Diözese Eisenstadt
  - Pfarrkirche Mönchhof
  - Pfarrkirche Podersdorf am See

- Im Bistum Essen
  - Priorat Kloster Stiepel

## Stift Heiligenkreuz in den Medien

### Musikerfolge mit Gregorianik-CDs in den Jahren 2009 und 2011
2007 bewarb sich die Schola des Stifts mit einem YouTube-Video über das Internet für die Aufnahme einer CD mit gregorianischem Gesang, die der Plattenkonzern Universal Music in Auftrag gab, nachdem Trendforscher festgestellt hatten, dass der uralte Choral als Hintergrundmusik zu Computerspielen sehr gut ankam. Die unkonventionelle Art der Bewerbung, die verhältnismäßig junge Besetzung der Schola und die Tatsache, dass es aus Großbritannien keine Rückmeldungen gab, führten dazu, dass Universal Music mit dem Kloster einen Plattenvertrag schloss. Im Frühjahr 2008 begab sich ein Team der Plattenfirma nach Heiligenkreuz und machte die Aufnahmen dafür am Originalschauplatz, d. h. in der Stiftskapelle. Als Titel für die CD wählte die Marketingabteilung von Universal Music Chant: Music For Paradise The Cistercian Monks of Stift Heiligenkreuz. Bereits kurz nach Veröffentlichung stieg die CD in die internationalen Musik-Charts auf, und das Kloster wurde von Besuchern aus aller Welt überrannt. Die Mönche gestatten Besuchern, an ihrem Mittagsgebet teilzunehmen. Dieses wurde sehr bald zur Massenveranstaltung. Es folgten zahlreiche Interviews, und am 4. Oktober 2008 wurden P. Karl Wallner und P. Philipp Neri Gschanes als Vertreter der Choralschola in die Unterhaltungsshow Wetten, dass..? (Folge 176) eingeladen. Es war der letzte derartige Fernsehauftritt, da die Mitbrüder befanden, dass der Rahmen und die lockeren Sprüche von Moderator Thomas Gottschalk der Würde nicht angemessen waren, die mit dem Ordensleben verbunden ist. Die CD verkaufte sich bis April 2009 weltweit 850.000 Mal, 128.000 davon allein in Österreich, was Sechsfach-Platin bedeutete. Platin gab es ebenfalls in Großbritannien, den Niederlanden, Deutschland und Polen. Im Jahr 2011 brachten die Cistercian Monks unter dem Titel Chant-Amor et Passio eine weitere CD heraus, die innerhalb von vier Wochen in Österreich Goldstatus erreichte. Der Sender HBO ließ über die Cistercian Monks einen Dokumentarfilm drehen.